# Llista d'asteroides (346001-347000)
Llista d'asteroides del 346.001 al 347.000, amb data de descoberta i descobridor. És un fragment de la llista d'asteroides completa. Als asteroides se'ls dona un número quan es confirma la seva òrbita, per tant apareixen llistats aproximadament segons la data de descobriment.

## 346001-346100
| Nom    | Designació provisional | Data de descobriment   | Lloc de descobriment | Descobridor/s        |
| ------ | ---------------------- | ---------------------- | -------------------- | -------------------- |
| 346001 | 2007 TG202             | 8 d'octubre de 2007    | Mount Lemmon         | Mt. Lemmon Survey    |
| 346002 | 2007 TL204             | 8 d'octubre de 2007    | Mount Lemmon         | Mt. Lemmon Survey    |
| 346003 | 2007 TA207             | 10 d'octubre de 2007   | Mount Lemmon         | Mt. Lemmon Survey    |
| 346004 | 2007 TD207             | 10 d'octubre de 2007   | Mount Lemmon         | Mt. Lemmon Survey    |
| 346005 | 2007 TQ216             | 7 d'octubre de 2007    | Kitt Peak            | Spacewatch           |
| 346006 | 2007 TG217             | 7 d'octubre de 2007    | Kitt Peak            | Spacewatch           |
| 346007 | 2007 TU221             | 9 d'octubre de 2007    | Kitt Peak            | Spacewatch           |
| 346008 | 2007 TB223             | 10 d'octubre de 2007   | Kitt Peak            | Spacewatch           |
| 346009 | 2007 TT239             | 10 d'octubre de 2007   | Mount Lemmon         | Mt. Lemmon Survey    |
| 346010 | 2007 TS243             | 8 d'octubre de 2007    | Catalina             | CSS                  |
| 346011 | 2007 TU248             | 11 d'octubre de 2007   | Catalina             | CSS                  |
| 346012 | 2007 TY255             | 10 d'octubre de 2007   | Kitt Peak            | Spacewatch           |
| 346013 | 2007 TD266             | 11 d'octubre de 2007   | Kitt Peak            | Spacewatch           |
| 346014 | 2007 TG266             | 12 d'octubre de 2007   | Kitt Peak            | Spacewatch           |
| 346015 | 2007 TQ266             | 9 d'octubre de 2007    | Kitt Peak            | Spacewatch           |
| 346016 | 2007 TF283             | 8 d'octubre de 2007    | Mount Lemmon         | Mt. Lemmon Survey    |
| 346017 | 2007 TW286             | 10 d'octubre de 2007   | Mount Lemmon         | Mt. Lemmon Survey    |
| 346018 | 2007 TN289             | 12 d'octubre de 2007   | Mount Lemmon         | Mt. Lemmon Survey    |
| 346019 | 2007 TX292             | 8 d'octubre de 2007    | Mount Lemmon         | Mt. Lemmon Survey    |
| 346020 | 2007 TD298             | 11 d'octubre de 2007   | Mount Lemmon         | Mt. Lemmon Survey    |
| 346021 | 2007 TZ316             | 12 d'octubre de 2007   | Kitt Peak            | Spacewatch           |
| 346022 | 2007 TJ327             | 11 d'octubre de 2007   | Kitt Peak            | Spacewatch           |
| 346023 | 2007 TD335             | 11 d'octubre de 2007   | Kitt Peak            | Spacewatch           |
| 346024 | 2007 TA339             | 15 d'octubre de 2007   | Kitt Peak            | Spacewatch           |
| 346025 | 2007 TG339             | 8 d'octubre de 2007    | Mount Lemmon         | Mt. Lemmon Survey    |
| 346026 | 2007 TM355             | 11 d'octubre de 2007   | Catalina             | CSS                  |
| 346027 | 2007 TT360             | 14 d'octubre de 2007   | Mount Lemmon         | Mt. Lemmon Survey    |
| 346028 | 2007 TS363             | 14 d'octubre de 2007   | Mount Lemmon         | Mt. Lemmon Survey    |
| 346029 | 2007 TA365             | 9 d'octubre de 2007    | Mount Lemmon         | Mt. Lemmon Survey    |
| 346030 | 2007 TV371             | 13 d'octubre de 2007   | Catalina             | CSS                  |
| 346031 | 2007 TG383             | 14 d'octubre de 2007   | Kitt Peak            | Spacewatch           |
| 346032 | 2007 TW383             | 14 d'octubre de 2007   | Kitt Peak            | Spacewatch           |
| 346033 | 2007 TS392             | 15 d'octubre de 2007   | Catalina             | CSS                  |
| 346034 | 2007 TT403             | 15 d'octubre de 2007   | Kitt Peak            | Spacewatch           |
| 346035 | 2007 TE405             | 15 d'octubre de 2007   | Kitt Peak            | Spacewatch           |
| 346036 | 2007 TW412             | 15 d'octubre de 2007   | Anderson Mesa        | LONEOS               |
| 346037 | 2007 TS419             | 3 d'octubre de 2007    | Siding Spring        | Siding Spring Survey |
| 346038 | 2007 TX419             | 13 de setembre de 2007 | Catalina             | CSS                  |
| 346039 | 2007 TS422             | 10 d'octubre de 2007   | Mount Lemmon         | Mt. Lemmon Survey    |
| 346040 | 2007 TD423             | 4 d'octubre de 2007    | Kitt Peak            | Spacewatch           |
| 346041 | 2007 TN425             | 8 d'octubre de 2007    | Anderson Mesa        | LONEOS               |
| 346042 | 2007 TU429             | 13 d'octubre de 2007   | Kitt Peak            | Spacewatch           |
| 346043 | 2007 TO440             | 4 de maig de 2005      | Mount Lemmon         | Mt. Lemmon Survey    |
| 346044 | 2007 TE451             | 14 d'octubre de 2007   | Mount Lemmon         | Mt. Lemmon Survey    |
| 346045 | 2007 UW5               | 19 d'octubre de 2007   | La Canada            | J. Lacruz            |
| 346046 | 2007 UX17              | 16 d'octubre de 2007   | Mount Lemmon         | Mt. Lemmon Survey    |
| 346047 | 2007 UJ20              | 18 d'octubre de 2007   | Mount Lemmon         | Mt. Lemmon Survey    |
| 346048 | 2007 UQ22              | 16 d'octubre de 2007   | Kitt Peak            | Spacewatch           |
| 346049 | 2007 UX22              | 16 d'octubre de 2007   | Kitt Peak            | Spacewatch           |
| 346050 | 2007 UE24              | 16 d'octubre de 2007   | Kitt Peak            | Spacewatch           |
| 346051 | 2007 UK26              | 19 d'octubre de 2007   | Kitt Peak            | Spacewatch           |
| 346052 | 2007 UZ29              | 19 d'octubre de 2007   | Anderson Mesa        | LONEOS               |
| 346053 | 2007 UP34              | 18 d'octubre de 2007   | Anderson Mesa        | LONEOS               |
| 346054 | 2007 UL36              | 19 d'octubre de 2007   | Catalina             | CSS                  |
| 346055 | 2007 UU40              | 16 d'octubre de 2007   | Kitt Peak            | Spacewatch           |
| 346056 | 2007 UO43              | 18 d'octubre de 2007   | Kitt Peak            | Spacewatch           |
| 346057 | 2007 UO48              | 20 d'octubre de 2007   | Mount Lemmon         | Mt. Lemmon Survey    |
| 346058 | 2007 UD50              | 24 d'octubre de 2007   | Mount Lemmon         | Mt. Lemmon Survey    |
| 346059 | 2007 UL55              | 30 d'octubre de 2007   | Kitt Peak            | Spacewatch           |
| 346060 | 2007 UU55              | 30 d'octubre de 2007   | Kitt Peak            | Spacewatch           |
| 346061 | 2007 UM61              | 18 d'octubre de 2007   | Kitt Peak            | Spacewatch           |
| 346062 | 2007 UH63              | 30 d'octubre de 2007   | Mount Lemmon         | Mt. Lemmon Survey    |
| 346063 | 2007 UG68              | 30 d'octubre de 2007   | Catalina             | CSS                  |
| 346064 | 2007 UH82              | 30 d'octubre de 2007   | Kitt Peak            | Spacewatch           |
| 346065 | 2007 UR83              | 30 d'octubre de 2007   | Kitt Peak            | Spacewatch           |
| 346066 | 2007 UO85              | 30 d'octubre de 2007   | Kitt Peak            | Spacewatch           |
| 346067 | 2007 UG86              | 30 d'octubre de 2007   | Kitt Peak            | Spacewatch           |
| 346068 | 2007 UM87              | 30 d'octubre de 2007   | Kitt Peak            | Spacewatch           |
| 346069 | 2007 UV87              | 30 d'octubre de 2007   | Kitt Peak            | Spacewatch           |
| 346070 | 2007 UN89              | 30 d'octubre de 2007   | Mount Lemmon         | Mt. Lemmon Survey    |
| 346071 | 2007 UZ94              | 2 d'abril de 2005      | Mount Lemmon         | Mt. Lemmon Survey    |
| 346072 | 2007 UQ96              | 9 d'octubre de 2007    | Mount Lemmon         | Mt. Lemmon Survey    |
| 346073 | 2007 UN100             | 30 d'octubre de 2007   | Kitt Peak            | Spacewatch           |
| 346074 | 2007 UQ102             | 14 d'octubre de 2007   | Kitt Peak            | Spacewatch           |
| 346075 | 2007 UL104             | 30 d'octubre de 2007   | Kitt Peak            | Spacewatch           |
| 346076 | 2007 UA105             | 30 d'octubre de 2007   | Kitt Peak            | Spacewatch           |
| 346077 | 2007 UF114             | 31 d'octubre de 2007   | Kitt Peak            | Spacewatch           |
| 346078 | 2007 UL120             | 15 de gener de 2004    | Kitt Peak            | Spacewatch           |
| 346079 | 2007 UQ128             | 20 d'octubre de 2007   | Kitt Peak            | Spacewatch           |
| 346080 | 2007 UJ130             | 18 d'octubre de 2007   | Kitt Peak            | Spacewatch           |
| 346081 | 2007 UL130             | 18 d'octubre de 2007   | Kitt Peak            | Spacewatch           |
| 346082 | 2007 UR131             | 4 de maig de 2005      | Mount Lemmon         | Mt. Lemmon Survey    |
| 346083 | 2007 UB133             | 21 d'octubre de 2007   | Kitt Peak            | Spacewatch           |
| 346084 | 2007 UN138             | 19 d'octubre de 2007   | Mount Lemmon         | Mt. Lemmon Survey    |
| 346085 | 2007 UL139             | 18 de juny de 2006     | Kitt Peak            | Spacewatch           |
| 346086 | 2007 UD140             | 16 d'octubre de 2007   | Mount Lemmon         | Mt. Lemmon Survey    |
| 346087 | 2007 UP141             | 17 d'octubre de 2007   | Mount Lemmon         | Mt. Lemmon Survey    |
| 346088 | 2007 UW141             | 21 d'octubre de 2007   | Mount Lemmon         | Mt. Lemmon Survey    |
| 346089 | 2007 VQ7               | 4 de novembre de 2007  | Junk Bond            | D. Healy             |
| 346090 | 2007 VM23              | 2 de novembre de 2007  | Mount Lemmon         | Mt. Lemmon Survey    |
| 346091 | 2007 VH30              | 2 de novembre de 2007  | Kitt Peak            | Spacewatch           |
| 346092 | 2007 VK30              | 2 de novembre de 2007  | Kitt Peak            | Spacewatch           |
| 346093 | 2007 VF31              | 2 de novembre de 2007  | Kitt Peak            | Spacewatch           |
| 346094 | 2007 VG32              | 2 de novembre de 2007  | Kitt Peak            | Spacewatch           |
| 346095 | 2007 VU35              | 1 de novembre de 2007  | Kitt Peak            | Spacewatch           |
| 346096 | 2007 VW44              | 1 de novembre de 2007  | Kitt Peak            | Spacewatch           |
| 346097 | 2007 VY45              | 1 de novembre de 2007  | Kitt Peak            | Spacewatch           |
| 346098 | 2007 VL48              | 1 de novembre de 2007  | Kitt Peak            | Spacewatch           |
| 346099 | 2007 VN55              | 1 de novembre de 2007  | Kitt Peak            | Spacewatch           |
| 346100 | 2007 VN59              | 1 de novembre de 2007  | Kitt Peak            | Spacewatch           |

## 346101-346200
| Nom    | Designació provisional | Data de descobriment   | Lloc de descobriment | Descobridor/s          |
| ------ | ---------------------- | ---------------------- | -------------------- | ---------------------- |
| 346101 | 2007 VN62              | 1 de novembre de 2007  | Kitt Peak            | Spacewatch             |
| 346102 | 2007 VY62              | 1 de novembre de 2007  | Kitt Peak            | Spacewatch             |
| 346103 | 2007 VW63              | 1 de novembre de 2007  | Kitt Peak            | Spacewatch             |
| 346104 | 2007 VE65              | 1 de novembre de 2007  | Kitt Peak            | Spacewatch             |
| 346105 | 2007 VN66              | 2 de novembre de 2007  | Catalina             | CSS                    |
| 346106 | 2007 VV79              | 3 de novembre de 2007  | Kitt Peak            | Spacewatch             |
| 346107 | 2007 VX79              | 3 de novembre de 2007  | Kitt Peak            | Spacewatch             |
| 346108 | 2007 VG85              | 2 de novembre de 2007  | Socorro              | LINEAR                 |
| 346109 | 2007 VC88              | 2 de novembre de 2007  | Socorro              | LINEAR                 |
| 346110 | 2007 VA92              | 7 de novembre de 2007  | Eskridge             | G. Hug                 |
| 346111 | 2007 VQ92              | 3 de novembre de 2007  | Socorro              | LINEAR                 |
| 346112 | 2007 VF94              | 7 de novembre de 2007  | Bisei SG Center      | BATTeRS                |
| 346113 | 2007 VX97              | 1 de novembre de 2007  | Kitt Peak            | Spacewatch             |
| 346114 | 2007 VG102             | 2 de novembre de 2007  | Kitt Peak            | Spacewatch             |
| 346115 | 2007 VG103             | 3 de novembre de 2007  | Kitt Peak            | Spacewatch             |
| 346116 | 2007 VD115             | 3 de novembre de 2007  | Kitt Peak            | Spacewatch             |
| 346117 | 2007 VT129             | 1 de novembre de 2007  | Mount Lemmon         | Mt. Lemmon Survey      |
| 346118 | 2007 VD132             | 2 de novembre de 2007  | Mount Lemmon         | Mt. Lemmon Survey      |
| 346119 | 2007 VZ134             | 3 de novembre de 2007  | Kitt Peak            | Spacewatch             |
| 346120 | 2007 VM142             | 4 de novembre de 2007  | Kitt Peak            | Spacewatch             |
| 346121 | 2007 VS150             | 7 de novembre de 2007  | Kitt Peak            | Spacewatch             |
| 346122 | 2007 VH156             | 5 de novembre de 2007  | Kitt Peak            | Spacewatch             |
| 346123 | 2007 VP156             | 5 de novembre de 2007  | Mount Lemmon         | Mt. Lemmon Survey      |
| 346124 | 2007 VV165             | 5 de novembre de 2007  | Kitt Peak            | Spacewatch             |
| 346125 | 2007 VA167             | 5 de novembre de 2007  | Mount Lemmon         | Mt. Lemmon Survey      |
| 346126 | 2007 VE169             | 5 de novembre de 2007  | Kitt Peak            | Spacewatch             |
| 346127 | 2007 VM169             | 5 de novembre de 2007  | Kitt Peak            | Spacewatch             |
| 346128 | 2007 VR171             | 7 de novembre de 2007  | Kitt Peak            | Spacewatch             |
| 346129 | 2007 VW173             | 2 de novembre de 2007  | Catalina             | CSS                    |
| 346130 | 2007 VG174             | 3 de novembre de 2007  | Anderson Mesa        | LONEOS                 |
| 346131 | 2007 VB192             | 4 de novembre de 2007  | Mount Lemmon         | Mt. Lemmon Survey      |
| 346132 | 2007 VN194             | 5 de novembre de 2007  | Mount Lemmon         | Mt. Lemmon Survey      |
| 346133 | 2007 VM196             | 7 de novembre de 2007  | Catalina             | CSS                    |
| 346134 | 2007 VV197             | 8 de novembre de 2007  | Mount Lemmon         | Mt. Lemmon Survey      |
| 346135 | 2007 VF202             | 5 de novembre de 2007  | Purple Mountain      | PMO NEO Survey Program |
| 346136 | 2007 VY207             | 12 d'octubre de 2007   | Kitt Peak            | Spacewatch             |
| 346137 | 2007 VV220             | 9 de novembre de 2007  | Kitt Peak            | Spacewatch             |
| 346138 | 2007 VF222             | 7 de novembre de 2007  | Mount Lemmon         | Mt. Lemmon Survey      |
| 346139 | 2007 VX224             | 9 de novembre de 2007  | Mount Lemmon         | Mt. Lemmon Survey      |
| 346140 | 2007 VB225             | 9 de novembre de 2007  | Mount Lemmon         | Mt. Lemmon Survey      |
| 346141 | 2007 VA226             | 9 de novembre de 2007  | Mount Lemmon         | Mt. Lemmon Survey      |
| 346142 | 2007 VZ230             | 7 de novembre de 2007  | Kitt Peak            | Spacewatch             |
| 346143 | 2007 VK234             | 9 de novembre de 2007  | Kitt Peak            | Spacewatch             |
| 346144 | 2007 VT236             | 11 de novembre de 2007 | Mount Lemmon         | Mt. Lemmon Survey      |
| 346145 | 2007 VQ237             | 11 de novembre de 2007 | Mount Lemmon         | Mt. Lemmon Survey      |
| 346146 | 2007 VK238             | 13 de novembre de 2007 | Kitt Peak            | Spacewatch             |
| 346147 | 2007 VC239             | 7 d'abril de 2005      | Anderson Mesa        | LONEOS                 |
| 346148 | 2007 VH241             | 11 de novembre de 2007 | Purple Mountain      | PMO NEO Survey Program |
| 346149 | 2007 VH251             | 9 de novembre de 2007  | Catalina             | CSS                    |
| 346150 | 2007 VE253             | 5 de novembre de 2007  | XuYi                 | PMO NEO Survey Program |
| 346151 | 2007 VF253             | 13 de novembre de 2007 | Mount Lemmon         | Mt. Lemmon Survey      |
| 346152 | 2007 VD254             | 14 de novembre de 2007 | Kitt Peak            | Spacewatch             |
| 346153 | 2007 VC260             | 15 de novembre de 2007 | Anderson Mesa        | LONEOS                 |
| 346154 | 2007 VH265             | 13 de novembre de 2007 | Kitt Peak            | Spacewatch             |
| 346155 | 2007 VJ279             | 14 de novembre de 2007 | Kitt Peak            | Spacewatch             |
| 346156 | 2007 VH281             | 14 de novembre de 2007 | Kitt Peak            | Spacewatch             |
| 346157 | 2007 VW281             | 14 de novembre de 2007 | Kitt Peak            | Spacewatch             |
| 346158 | 2007 VH282             | 14 de novembre de 2007 | Kitt Peak            | Spacewatch             |
| 346159 | 2007 VH283             | 14 de novembre de 2007 | Kitt Peak            | Spacewatch             |
| 346160 | 2007 VQ285             | 14 de novembre de 2007 | Kitt Peak            | Spacewatch             |
| 346161 | 2007 VT297             | 11 de novembre de 2007 | Catalina             | CSS                    |
| 346162 | 2007 VG303             | 2 de novembre de 2007  | Catalina             | CSS                    |
| 346163 | 2007 VZ307             | 5 de novembre de 2007  | Kitt Peak            | Spacewatch             |
| 346164 | 2007 VY308             | 9 de novembre de 2007  | Kitt Peak            | Spacewatch             |
| 346165 | 2007 VB309             | 9 de novembre de 2007  | Mount Lemmon         | Mt. Lemmon Survey      |
| 346166 | 2007 VV312             | 3 de novembre de 2007  | Mount Lemmon         | Mt. Lemmon Survey      |
| 346167 | 2007 VC314             | 1 de novembre de 2007  | Kitt Peak            | Spacewatch             |
| 346168 | 2007 VE318             | 5 de novembre de 2007  | Mount Lemmon         | Mt. Lemmon Survey      |
| 346169 | 2007 VD320             | 13 de setembre de 2007 | Mount Lemmon         | Mt. Lemmon Survey      |
| 346170 | 2007 VA322             | 29 de setembre de 2001 | Palomar              | NEAT                   |
| 346171 | 2007 VG325             | 1 de novembre de 2007  | Kitt Peak            | Spacewatch             |
| 346172 | 2007 VL326             | 4 de novembre de 2007  | Mount Lemmon         | Mt. Lemmon Survey      |
| 346173 | 2007 VU331             | 7 de novembre de 2007  | Kitt Peak            | Spacewatch             |
| 346174 | 2007 VJ334             | 13 de novembre de 2007 | Kitt Peak            | Spacewatch             |
| 346175 | 2007 VV334             | 14 de novembre de 2007 | Kitt Peak            | Spacewatch             |
| 346176 | 2007 WA2               | 17 de novembre de 2007 | Bisei SG Center      | BATTeRS                |
| 346177 | 2007 WO8               | 18 de novembre de 2007 | Socorro              | LINEAR                 |
| 346178 | 2007 WZ17              | 18 de novembre de 2007 | Mount Lemmon         | Mt. Lemmon Survey      |
| 346179 | 2007 WL22              | 17 de novembre de 2007 | Kitt Peak            | Spacewatch             |
| 346180 | 2007 WU24              | 2 de novembre de 2007  | Kitt Peak            | Spacewatch             |
| 346181 | 2007 WP33              | 19 de novembre de 2007 | Mount Lemmon         | Mt. Lemmon Survey      |
| 346182 | 2007 WF40              | 17 de novembre de 2007 | Catalina             | CSS                    |
| 346183 | 2007 WE42              | 18 de novembre de 2007 | Mount Lemmon         | Mt. Lemmon Survey      |
| 346184 | 2007 WX55              | 30 de novembre de 2007 | Charleston           | Charleston             |
| 346185 | 2007 WB56              | 30 de novembre de 2007 | Lulin                | T.-C. Yang, Q.-z. Ye   |
| 346186 | 2007 WH63              | 20 de novembre de 2007 | Mount Lemmon         | Mt. Lemmon Survey      |
| 346187 | 2007 WQ63              | 21 de novembre de 2007 | Mount Lemmon         | Mt. Lemmon Survey      |
| 346188 | 2007 XQ                | 4 de novembre de 2007  | Mount Lemmon         | Mt. Lemmon Survey      |
| 346189 | 2007 XX1               | 3 de desembre de 2007  | Catalina             | CSS                    |
| 346190 | 2007 XN11              | 4 de desembre de 2007  | Anderson Mesa        | LONEOS                 |
| 346191 | 2007 XX11              | 4 de desembre de 2007  | Kitt Peak            | Spacewatch             |
| 346192 | 2007 XY18              | 14 d'octubre de 2007   | Mount Lemmon         | Mt. Lemmon Survey      |
| 346193 | 2007 XZ19              | 12 de desembre de 2007 | La Sagra             | La Sagra               |
| 346194 | 2007 XW20              | 13 de desembre de 2007 | Socorro              | LINEAR                 |
| 346195 | 2007 XC24              | 14 de desembre de 2007 | Dauban               | Chante-Perdrix         |
| 346196 | 2007 XQ24              | 13 de desembre de 2007 | Socorro              | LINEAR                 |
| 346197 | 2007 XH25              | 15 de desembre de 2007 | La Sagra             | La Sagra               |
| 346198 | 2007 XR25              | 15 de desembre de 2007 | La Sagra             | La Sagra               |
| 346199 | 2007 XD27              | 14 de desembre de 2007 | Kitt Peak            | Spacewatch             |
| 346200 | 2007 XD29              | 15 de desembre de 2007 | Kitt Peak            | Spacewatch             |

## 346201-346300
| Nom                 | Designació provisional | Data de descobriment   | Lloc de descobriment | Descobridor/s          |
| ------------------- | ---------------------- | ---------------------- | -------------------- | ---------------------- |
| 346201              | 2007 XF31              | 15 de desembre de 2007 | Kitt Peak            | Spacewatch             |
| 346202              | 2007 XZ33              | 10 de desembre de 2007 | Socorro              | LINEAR                 |
| 346203              | 2007 XR35              | 13 de desembre de 2007 | Socorro              | LINEAR                 |
| 346204              | 2007 XN44              | 15 de desembre de 2007 | Kitt Peak            | Spacewatch             |
| 346205              | 2007 XF47              | 15 de desembre de 2007 | Kitt Peak            | Spacewatch             |
| 346206              | 2007 XB53              | 4 de desembre de 2007  | Mount Lemmon         | Mt. Lemmon Survey      |
| 346207              | 2007 XB58              | 5 de desembre de 2007  | Kitt Peak            | Spacewatch             |
| 346208              | 2007 XL58              | 5 de desembre de 2007  | Kitt Peak            | Spacewatch             |
| 346209              | 2007 XZ58              | 14 de desembre de 2007 | Mount Lemmon         | Mt. Lemmon Survey      |
| 346210              | 2007 YY8               | 16 de desembre de 2007 | Mount Lemmon         | Mt. Lemmon Survey      |
| 346211              | 2007 YF10              | 16 de desembre de 2007 | Kitt Peak            | Spacewatch             |
| 346212              | 2007 YS14              | 4 de novembre de 2007  | Kitt Peak            | Spacewatch             |
| 346213              | 2007 YY22              | 16 de desembre de 2007 | Mount Lemmon         | Mt. Lemmon Survey      |
| 346214              | 2007 YP26              | 18 de desembre de 2007 | Mount Lemmon         | Mt. Lemmon Survey      |
| 346215              | 2007 YK31              | 28 de desembre de 2007 | Kitt Peak            | Spacewatch             |
| 346216              | 2007 YW44              | 30 de desembre de 2007 | Mount Lemmon         | Mt. Lemmon Survey      |
| 346217              | 2007 YS47              | 30 de desembre de 2007 | La Sagra             | La Sagra               |
| 346218              | 2007 YJ50              | 28 de desembre de 2007 | Kitt Peak            | Spacewatch             |
| 346219              | 2007 YC56              | 29 de desembre de 2007 | Lulin                | LUSS                   |
| 346220              | 2007 YK57              | 5 de desembre de 2007  | Kitt Peak            | Spacewatch             |
| 346221              | 2007 YA59              | 31 de desembre de 2007 | Catalina             | CSS                    |
| 346222              | 2007 YN59              | 18 de desembre de 2007 | Mount Lemmon         | Mt. Lemmon Survey      |
| 346223              | 2007 YJ60              | 16 de desembre de 2007 | Catalina             | CSS                    |
| 346224              | 2007 YA62              | 16 de desembre de 2007 | Kitt Peak            | Spacewatch             |
| 346225              | 2007 YB66              | 30 de desembre de 2007 | Mount Lemmon         | Mt. Lemmon Survey      |
| 346226              | 2007 YH69              | 20 de desembre de 2007 | Kitt Peak            | Spacewatch             |
| 346227              | 2008 AK3               | 8 de gener de 2008     | Altschwendt          | W. Ries                |
| 346228              | 2008 AL6               | 10 de gener de 2008    | Mount Lemmon         | Mt. Lemmon Survey      |
| 346229              | 2008 AK12              | 10 de gener de 2008    | Mount Lemmon         | Mt. Lemmon Survey      |
| 346230              | 2008 AE17              | 10 de gener de 2008    | Kitt Peak            | Spacewatch             |
| 346231              | 2008 AX36              | 10 de gener de 2008    | Catalina             | CSS                    |
| 346232              | 2008 AF37              | 10 de gener de 2008    | Kitt Peak            | Spacewatch             |
| 346233              | 2008 AY37              | 10 de gener de 2008    | Mount Lemmon         | Mt. Lemmon Survey      |
| 346234              | 2008 AZ59              | 11 de gener de 2008    | Catalina             | CSS                    |
| 346235              | 2008 AC118             | 13 de gener de 2008    | Catalina             | CSS                    |
| 346236              | 2008 BD5               | 16 de gener de 2008    | Kitt Peak            | Spacewatch             |
| 346237              | 2008 BW25              | 30 de gener de 2008    | Catalina             | CSS                    |
| 346238              | 2008 BT39              | 30 de gener de 2008    | Catalina             | CSS                    |
| 346239              | 2008 BP40              | 31 de gener de 2008    | Socorro              | LINEAR                 |
| 346240              | 2008 BF43              | 16 de gener de 2008    | Mount Lemmon         | Mt. Lemmon Survey      |
| 346241              | 2008 BK43              | 16 de gener de 2008    | Mayhill              | A. Lowe                |
| 346242              | 2008 BY49              | 31 de gener de 2008    | Catalina             | CSS                    |
| 346243              | 2008 CO19              | 6 de febrer de 2008    | Catalina             | CSS                    |
| 346244              | 2008 CX77              | 6 de febrer de 2008    | Anderson Mesa        | LONEOS                 |
| 346245              | 2008 CY115             | 10 de febrer de 2008   | Mount Lemmon         | Mt. Lemmon Survey      |
| 346246              | 2008 CX176             | 9 de febrer de 2008    | Socorro              | LINEAR                 |
| 346247              | 2008 CC180             | 9 de febrer de 2008    | Anderson Mesa        | LONEOS                 |
| 346248              | 2008 CW186             | 9 de novembre de 2007  | Mount Lemmon         | Mt. Lemmon Survey      |
| 346249              | 2008 DY4               | 27 de febrer de 2008   | Lulin                | LUSS                   |
| 346250              | 2008 DP15              | 27 de febrer de 2008   | Mount Lemmon         | Mt. Lemmon Survey      |
| 346251              | 2008 DF57              | 28 de febrer de 2008   | Catalina             | CSS                    |
| 346252              | 2008 DC65              | 28 de febrer de 2008   | Catalina             | CSS                    |
| 346253              | 2008 DG84              | 26 de febrer de 2008   | Kitt Peak            | Spacewatch             |
| 346254              | 2008 EY24              | 3 de març de 2008      | Mount Lemmon         | Mt. Lemmon Survey      |
| 346255              | 2008 EN29              | 4 de març de 2008      | Mount Lemmon         | Mt. Lemmon Survey      |
| 346256              | 2008 EP32              | 1 de març de 2008      | Catalina             | CSS                    |
| 346257              | 2008 ES65              | 9 de març de 2008      | Mount Lemmon         | Mt. Lemmon Survey      |
| 346258              | 2008 EB71              | 6 de març de 2008      | Mount Lemmon         | Mt. Lemmon Survey      |
| 346259              | 2008 ET81              | 1 de març de 2008      | Socorro              | LINEAR                 |
| 346260              | 2008 ER130             | 11 de març de 2008     | Kitt Peak            | Spacewatch             |
| 346261 Alexandrescu | 2008 EK145             | 12 de març de 2008     | La Silla             | O. Vaduvescu, R. Toma  |
| 346262              | 2008 FK10              | 26 de març de 2008     | Kitt Peak            | Spacewatch             |
| 346263              | 2008 FR83              | 28 de març de 2008     | Kitt Peak            | Spacewatch             |
| 346264              | 2008 FK100             | 30 de març de 2008     | Kitt Peak            | Spacewatch             |
| 346265              | 2008 FA107             | 31 de març de 2008     | Kitt Peak            | Spacewatch             |
| 346266              | 2008 FX125             | 31 de març de 2008     | Kitt Peak            | Spacewatch             |
| 346267              | 2008 FA131             | 28 de març de 2008     | Kitt Peak            | Spacewatch             |
| 346268              | 2008 FB134             | 28 de març de 2008     | Kitt Peak            | Spacewatch             |
| 346269              | 2008 GS38              | 3 d'abril de 2008      | Mount Lemmon         | Mt. Lemmon Survey      |
| 346270              | 2008 GR40              | 4 d'abril de 2008      | Kitt Peak            | Spacewatch             |
| 346271              | 2008 GZ71              | 4 de març de 2008      | Mount Lemmon         | Mt. Lemmon Survey      |
| 346272              | 2008 GT74              | 7 d'abril de 2008      | Kitt Peak            | Spacewatch             |
| 346273              | 2008 GB82              | 8 d'abril de 2008      | Kitt Peak            | Spacewatch             |
| 346274              | 2008 GS99              | 28 de març de 2008     | Mount Lemmon         | Mt. Lemmon Survey      |
| 346275              | 2008 GT137             | 7 d'abril de 2008      | Kitt Peak            | Spacewatch             |
| 346276              | 2008 GA140             | 19 de maig de 2005     | Palomar              | NEAT                   |
| 346277              | 2008 GE140             | 6 d'abril de 2008      | Mount Lemmon         | Mt. Lemmon Survey      |
| 346278              | 2008 GR141             | 19 de març de 2007     | Mount Lemmon         | Mt. Lemmon Survey      |
| 346279              | 2008 HQ10              | 24 d'abril de 2008     | Kitt Peak            | Spacewatch             |
| 346280              | 2008 HU35              | 29 d'abril de 2008     | Mount Lemmon         | Mt. Lemmon Survey      |
| 346281              | 2008 JV4               | 2 de maig de 2008      | Catalina             | CSS                    |
| 346282              | 2008 JL26              | 12 de maig de 2008     | Mount Lemmon         | Mt. Lemmon Survey      |
| 346283              | 2008 JR32              | 7 de maig de 2008      | Kitt Peak            | Spacewatch             |
| 346284              | 2008 JK36              | 3 de maig de 2008      | Mount Lemmon         | Mt. Lemmon Survey      |
| 346285              | 2008 KN19              | 28 de maig de 2008     | Mount Lemmon         | Mt. Lemmon Survey      |
| 346286              | 2008 KF27              | 30 de maig de 2008     | Kitt Peak            | Spacewatch             |
| 346287              | 2008 LP11              | 20 de novembre de 2006 | Kitt Peak            | Spacewatch             |
| 346288              | 2008 NP2               | 9 de juliol de 2008    | La Sagra             | La Sagra               |
| 346289              | 2008 NY3               | 14 de juliol de 2008   | Charleston           | Charleston             |
| 346290              | 2008 OF10              | 28 de juliol de 2008   | Hibiscus             | S. F. Hoenig, N. Teamo |
| 346291              | 2008 OM20              | 29 de juliol de 2008   | Kitt Peak            | Spacewatch             |
| 346292              | 2008 OG21              | 30 de juliol de 2008   | Kitt Peak            | Spacewatch             |
| 346293              | 2008 PG3               | 4 d'agost de 2008      | Vicques              | M. Ory                 |
| 346294              | 2008 PH6               | 21 de setembre de 2001 | Kitt Peak            | Spacewatch             |
| 346295              | 2008 PW7               | 5 d'agost de 2008      | La Sagra             | La Sagra               |
| 346296              | 2008 PA9               | 6 d'agost de 2008      | Dauban               | F. Kugel               |
| 346297              | 2008 PK12              | 8 d'agost de 2008      | La Sagra             | La Sagra               |
| 346298              | 2008 PH15              | 10 d'agost de 2008     | La Sagra             | La Sagra               |
| 346299              | 2008 PS21              | 7 d'agost de 2008      | Kitt Peak            | Spacewatch             |
| 346300              | 2008 QK                | 20 d'agost de 2008     | Hibiscus             | N. Teamo               |

## 346301-346400
| Nom    | Designació provisional | Data de descobriment   | Lloc de descobriment | Descobridor/s          |
| ------ | ---------------------- | ---------------------- | -------------------- | ---------------------- |
| 346301 | 2008 QD2               | 24 d'agost de 2008     | La Sagra             | La Sagra               |
| 346302 | 2008 QS3               | 25 d'agost de 2008     | Piszkesteto          | K. Sarneczky           |
| 346303 | 2008 QZ6               | 25 d'agost de 2008     | Pises                | Pises                  |
| 346304 | 2008 QV9               | 26 d'agost de 2008     | La Sagra             | La Sagra               |
| 346305 | 2008 QW9               | 26 d'agost de 2008     | Dauban               | F. Kugel               |
| 346306 | 2008 QF10              | 26 d'agost de 2008     | La Sagra             | La Sagra               |
| 346307 | 2008 QK10              | 26 d'agost de 2008     | La Sagra             | La Sagra               |
| 346308 | 2008 QA11              | 26 d'agost de 2008     | La Sagra             | La Sagra               |
| 346309 | 2008 QK12              | 26 d'agost de 2008     | La Sagra             | La Sagra               |
| 346310 | 2008 QS12              | 7 d'agost de 2008      | Kitt Peak            | Spacewatch             |
| 346311 | 2008 QJ13              | 27 d'agost de 2008     | La Sagra             | La Sagra               |
| 346312 | 2008 QB14              | 21 d'agost de 2008     | Kitt Peak            | Spacewatch             |
| 346313 | 2008 QK17              | 27 d'agost de 2008     | La Sagra             | La Sagra               |
| 346314 | 2008 QV19              | 29 d'agost de 2008     | Taunus               | S. Karge, R. Kling     |
| 346315 | 2008 QE24              | 30 d'agost de 2008     | Sandlot              | G. Hug                 |
| 346316 | 2008 QM26              | 29 d'agost de 2008     | La Sagra             | La Sagra               |
| 346317 | 2008 QC31              | 30 d'agost de 2008     | Socorro              | LINEAR                 |
| 346318 | 2008 QX32              | 31 d'agost de 2008     | Moletai              | Moletai                |
| 346319 | 2008 QX35              | 21 d'agost de 2008     | Kitt Peak            | Spacewatch             |
| 346320 | 2008 QO39              | 24 d'agost de 2008     | Kitt Peak            | Spacewatch             |
| 346321 | 2008 QY39              | 26 d'agost de 2008     | La Sagra             | La Sagra               |
| 346322 | 2008 QW41              | 26 d'agost de 2008     | La Sagra             | La Sagra               |
| 346323 | 2008 QM48              | 24 d'agost de 2008     | Kitt Peak            | Spacewatch             |
| 346324 | 2008 RF                | 1 de setembre de 2008  | Hibiscus             | S. F. Hoenig, N. Teamo |
| 346325 | 2008 RN1               | 3 de setembre de 2008  | Hibiscus             | S. F. Hoenig, N. Teamo |
| 346326 | 2008 RX4               | 2 de setembre de 2008  | Kitt Peak            | Spacewatch             |
| 346327 | 2008 RM5               | 2 de setembre de 2008  | Kitt Peak            | Spacewatch             |
| 346328 | 2008 RD15              | 24 d'agost de 2008     | Kitt Peak            | Spacewatch             |
| 346329 | 2008 RZ18              | 15 d'agost de 2004     | Campo Imperatore     | CINEOS                 |
| 346330 | 2008 RZ21              | 3 de setembre de 2008  | La Sagra             | La Sagra               |
| 346331 | 2008 RG27              | 8 de setembre de 2008  | Dauban               | F. Kugel               |
| 346332 | 2008 RW29              | 2 de setembre de 2008  | Kitt Peak            | Spacewatch             |
| 346333 | 2008 RK31              | 2 de setembre de 2008  | Kitt Peak            | Spacewatch             |
| 346334 | 2008 RT39              | 2 de setembre de 2008  | Kitt Peak            | Spacewatch             |
| 346335 | 2008 RS41              | 2 de setembre de 2008  | Kitt Peak            | Spacewatch             |
| 346336 | 2008 RO44              | 2 de setembre de 2008  | Kitt Peak            | Spacewatch             |
| 346337 | 2008 RK48              | 3 de setembre de 2008  | La Sagra             | La Sagra               |
| 346338 | 2008 RM50              | 3 de setembre de 2008  | Kitt Peak            | Spacewatch             |
| 346339 | 2008 RE58              | 3 de setembre de 2008  | Kitt Peak            | Spacewatch             |
| 346340 | 2008 RP68              | 4 de setembre de 2008  | Kitt Peak            | Spacewatch             |
| 346341 | 2008 RE69              | 4 de setembre de 2008  | Kitt Peak            | Spacewatch             |
| 346342 | 2008 RA72              | 6 de setembre de 2008  | Catalina             | CSS                    |
| 346343 | 2008 RJ77              | 6 de setembre de 2008  | Catalina             | CSS                    |
| 346344 | 2008 RA81              | 3 de setembre de 2008  | Kitt Peak            | Spacewatch             |
| 346345 | 2008 RB86              | 5 de setembre de 2008  | Kitt Peak            | Spacewatch             |
| 346346 | 2008 RD98              | 7 de setembre de 2008  | Mount Lemmon         | Mt. Lemmon Survey      |
| 346347 | 2008 RA110             | 3 de setembre de 2008  | Kitt Peak            | Spacewatch             |
| 346348 | 2008 RY111             | 4 de setembre de 2008  | Kitt Peak            | Spacewatch             |
| 346349 | 2008 RN114             | 6 de setembre de 2008  | Mount Lemmon         | Mt. Lemmon Survey      |
| 346350 | 2008 RX114             | 6 de setembre de 2008  | Mount Lemmon         | Mt. Lemmon Survey      |
| 346351 | 2008 RB118             | 9 de setembre de 2008  | Mount Lemmon         | Mt. Lemmon Survey      |
| 346352 | 2008 RM118             | 9 de setembre de 2008  | Mount Lemmon         | Mt. Lemmon Survey      |
| 346353 | 2008 RU120             | 9 de setembre de 2008  | Mount Lemmon         | Mt. Lemmon Survey      |
| 346354 | 2008 RO129             | 9 de setembre de 2008  | Mount Lemmon         | Mt. Lemmon Survey      |
| 346355 | 2008 RH130             | 9 de setembre de 2008  | Mount Lemmon         | Mt. Lemmon Survey      |
| 346356 | 2008 RM133             | 6 de setembre de 2008  | Catalina             | CSS                    |
| 346357 | 2008 RR137             | 5 de setembre de 2008  | Kitt Peak            | Spacewatch             |
| 346358 | 2008 RV138             | 6 de setembre de 2008  | Catalina             | CSS                    |
| 346359 | 2008 RW138             | 6 de setembre de 2008  | Catalina             | CSS                    |
| 346360 | 2008 RF139             | 7 de setembre de 2008  | Mount Lemmon         | Mt. Lemmon Survey      |
| 346361 | 2008 RP140             | 9 de setembre de 2008  | Mount Lemmon         | Mt. Lemmon Survey      |
| 346362 | 2008 RS141             | 7 de setembre de 2008  | Mount Lemmon         | Mt. Lemmon Survey      |
| 346363 | 2008 ST2               | 23 de setembre de 2008 | Sierra Stars         | F. Tozzi               |
| 346364 | 2008 SZ3               | 22 de setembre de 2008 | Socorro              | LINEAR                 |
| 346365 | 2008 SR6               | 22 de setembre de 2008 | Socorro              | LINEAR                 |
| 346366 | 2008 SW6               | 22 de setembre de 2008 | Socorro              | LINEAR                 |
| 346367 | 2008 SF18              | 19 de setembre de 2008 | Kitt Peak            | Spacewatch             |
| 346368 | 2008 SG18              | 19 de setembre de 2008 | Kitt Peak            | Spacewatch             |
| 346369 | 2008 SQ18              | 29 de novembre de 1997 | Kitt Peak            | Spacewatch             |
| 346370 | 2008 SE27              | 19 de setembre de 2008 | Kitt Peak            | Spacewatch             |
| 346371 | 2008 SO29              | 19 de setembre de 2008 | Kitt Peak            | Spacewatch             |
| 346372 | 2008 SW33              | 10 d'octubre de 1993   | Kitt Peak            | Spacewatch             |
| 346373 | 2008 SA39              | 20 de setembre de 2008 | Kitt Peak            | Spacewatch             |
| 346374 | 2008 SZ39              | 20 de setembre de 2008 | Kitt Peak            | Spacewatch             |
| 346375 | 2008 SH46              | 20 de setembre de 2008 | Kitt Peak            | Spacewatch             |
| 346376 | 2008 SL46              | 20 de setembre de 2008 | Kitt Peak            | Spacewatch             |
| 346377 | 2008 SM46              | 20 de setembre de 2008 | Kitt Peak            | Spacewatch             |
| 346378 | 2008 SB47              | 20 de setembre de 2008 | Kitt Peak            | Spacewatch             |
| 346379 | 2008 SQ48              | 20 de setembre de 2008 | Mount Lemmon         | Mt. Lemmon Survey      |
| 346380 | 2008 SC53              | 20 de setembre de 2008 | Mount Lemmon         | Mt. Lemmon Survey      |
| 346381 | 2008 SD54              | 20 de setembre de 2008 | Mount Lemmon         | Mt. Lemmon Survey      |
| 346382 | 2008 SN56              | 20 de setembre de 2008 | Mount Lemmon         | Mt. Lemmon Survey      |
| 346383 | 2008 SO56              | 20 de setembre de 2008 | Mount Lemmon         | Mt. Lemmon Survey      |
| 346384 | 2008 SW60              | 20 de setembre de 2008 | Catalina             | CSS                    |
| 346385 | 2008 SW62              | 21 de setembre de 2008 | Kitt Peak            | Spacewatch             |
| 346386 | 2008 SM64              | 21 de setembre de 2008 | Catalina             | CSS                    |
| 346387 | 2008 SO64              | 21 de setembre de 2008 | Catalina             | CSS                    |
| 346388 | 2008 SS71              | 22 de setembre de 2008 | Goodricke-Pigott     | R. A. Tucker           |
| 346389 | 2008 SF76              | 24 d'agost de 2008     | Kitt Peak            | Spacewatch             |
| 346390 | 2008 SZ77              | 3 de setembre de 2008  | Kitt Peak            | Spacewatch             |
| 346391 | 2008 SV84              | 28 de setembre de 2008 | Wrightwood           | J. W. Young            |
| 346392 | 2008 SK87              | 20 de setembre de 2008 | Catalina             | CSS                    |
| 346393 | 2008 SQ87              | 20 de setembre de 2008 | Catalina             | CSS                    |
| 346394 | 2008 SL100             | 21 de setembre de 2008 | Kitt Peak            | Spacewatch             |
| 346395 | 2008 SE101             | 21 de setembre de 2008 | Kitt Peak            | Spacewatch             |
| 346396 | 2008 SY106             | 21 de setembre de 2008 | Kitt Peak            | Spacewatch             |
| 346397 | 2008 SC116             | 22 de setembre de 2008 | Kitt Peak            | Spacewatch             |
| 346398 | 2008 SB120             | 22 de setembre de 2008 | Mount Lemmon         | Mt. Lemmon Survey      |
| 346399 | 2008 SO120             | 22 de setembre de 2008 | Mount Lemmon         | Mt. Lemmon Survey      |
| 346400 | 2008 SA129             | 22 de setembre de 2008 | Kitt Peak            | Spacewatch             |

## 346401-346500
| Nom    | Designació provisional | Data de descobriment   | Lloc de descobriment | Descobridor/s        |
| ------ | ---------------------- | ---------------------- | -------------------- | -------------------- |
| 346401 | 2008 SC137             | 23 de setembre de 2008 | Mount Lemmon         | Mt. Lemmon Survey    |
| 346402 | 2008 SF148             | 25 de setembre de 2008 | Bergisch Gladbac     | W. Bickel            |
| 346403 | 2008 SL149             | 24 de setembre de 2008 | Bergisch Gladbac     | W. Bickel            |
| 346404 | 2008 SB152             | 26 de setembre de 2008 | Bisei SG Center      | BATTeRS              |
| 346405 | 2008 SU152             | 22 de setembre de 2008 | Socorro              | LINEAR               |
| 346406 | 2008 SO154             | 19 de setembre de 2008 | Kitt Peak            | Spacewatch           |
| 346407 | 2008 SE156             | 23 de setembre de 2008 | Socorro              | LINEAR               |
| 346408 | 2008 SF156             | 23 de setembre de 2008 | Socorro              | LINEAR               |
| 346409 | 2008 SG156             | 23 de setembre de 2008 | Socorro              | LINEAR               |
| 346410 | 2008 SM159             | 24 de setembre de 2008 | Socorro              | LINEAR               |
| 346411 | 2008 SP164             | 28 de setembre de 2008 | Socorro              | LINEAR               |
| 346412 | 2008 SW164             | 28 de setembre de 2008 | Socorro              | LINEAR               |
| 346413 | 2008 SK166             | 28 de setembre de 2008 | Socorro              | LINEAR               |
| 346414 | 2008 SP178             | 23 de setembre de 2008 | Siding Spring        | Siding Spring Survey |
| 346415 | 2008 SZ180             | 24 de setembre de 2008 | Kitt Peak            | Spacewatch           |
| 346416 | 2008 SH182             | 24 de setembre de 2008 | Kitt Peak            | Spacewatch           |
| 346417 | 2008 SJ182             | 14 de gener de 2002    | Kitt Peak            | Spacewatch           |
| 346418 | 2008 SW183             | 24 de setembre de 2008 | Kitt Peak            | Spacewatch           |
| 346419 | 2008 SC192             | 25 de setembre de 2008 | Kitt Peak            | Spacewatch           |
| 346420 | 2008 SK193             | 25 de setembre de 2008 | Kitt Peak            | Spacewatch           |
| 346421 | 2008 SO193             | 25 de setembre de 2008 | Kitt Peak            | Spacewatch           |
| 346422 | 2008 SP196             | 25 de setembre de 2008 | Kitt Peak            | Spacewatch           |
| 346423 | 2008 ST197             | 25 de setembre de 2008 | Kitt Peak            | Spacewatch           |
| 346424 | 2008 SB205             | 26 de setembre de 2008 | Kitt Peak            | Spacewatch           |
| 346425 | 2008 SF206             | 26 de setembre de 2008 | Kitt Peak            | Spacewatch           |
| 346426 | 2008 SF219             | 30 de setembre de 2008 | La Sagra             | La Sagra             |
| 346427 | 2008 SL224             | 26 de setembre de 2008 | Kitt Peak            | Spacewatch           |
| 346428 | 2008 ST235             | 28 de setembre de 2008 | Mount Lemmon         | Mt. Lemmon Survey    |
| 346429 | 2008 SM238             | 29 de setembre de 2008 | Kitt Peak            | Spacewatch           |
| 346430 | 2008 SE242             | 10 de setembre de 2008 | Kitt Peak            | Spacewatch           |
| 346431 | 2008 SJ242             | 29 de setembre de 2008 | Kitt Peak            | Spacewatch           |
| 346432 | 2008 SA248             | 20 de setembre de 2008 | Kitt Peak            | Spacewatch           |
| 346433 | 2008 SY248             | 3 de juny de 2003      | Kitt Peak            | Spacewatch           |
| 346434 | 2008 SK253             | 21 de setembre de 2008 | Kitt Peak            | Spacewatch           |
| 346435 | 2008 SZ254             | 23 de setembre de 2008 | Mount Lemmon         | Mt. Lemmon Survey    |
| 346436 | 2008 SU258             | 22 de setembre de 2008 | Catalina             | CSS                  |
| 346437 | 2008 SZ265             | 29 de setembre de 2008 | Kitt Peak            | Spacewatch           |
| 346438 | 2008 SX267             | 23 de setembre de 2008 | Kitt Peak            | Spacewatch           |
| 346439 | 2008 SC282             | 25 de setembre de 2008 | Mount Lemmon         | Mt. Lemmon Survey    |
| 346440 | 2008 SJ302             | 23 de setembre de 2008 | Catalina             | CSS                  |
| 346441 | 2008 SH308             | 30 de setembre de 2008 | Mount Lemmon         | Mt. Lemmon Survey    |
| 346442 | 2008 TO2               | 4 d'octubre de 2008    | Catalina             | CSS                  |
| 346443 | 2008 TP7               | 3 d'octubre de 2008    | La Sagra             | La Sagra             |
| 346444 | 2008 TD8               | 4 d'octubre de 2008    | La Sagra             | La Sagra             |
| 346445 | 2008 TW15              | 2 de setembre de 2008  | Kitt Peak            | Spacewatch           |
| 346446 | 2008 TL19              | 1 d'octubre de 2008    | Mount Lemmon         | Mt. Lemmon Survey    |
| 346447 | 2008 TM20              | 22 de setembre de 2008 | Mount Lemmon         | Mt. Lemmon Survey    |
| 346448 | 2008 TL21              | 1 d'octubre de 2008    | Mount Lemmon         | Mt. Lemmon Survey    |
| 346449 | 2008 TF22              | 1 d'octubre de 2008    | Mount Lemmon         | Mt. Lemmon Survey    |
| 346450 | 2008 TQ23              | 25 d'abril de 2007     | Mount Lemmon         | Mt. Lemmon Survey    |
| 346451 | 2008 TY26              | 10 d'octubre de 2008   | Mount Lemmon         | Mt. Lemmon Survey    |
| 346452 | 2008 TW39              | 1 d'octubre de 2008    | Kitt Peak            | Spacewatch           |
| 346453 | 2008 TJ47              | 1 d'octubre de 2008    | Kitt Peak            | Spacewatch           |
| 346454 | 2008 TE50              | 2 d'octubre de 2008    | Kitt Peak            | Spacewatch           |
| 346455 | 2008 TE60              | 2 d'octubre de 2008    | Kitt Peak            | Spacewatch           |
| 346456 | 2008 TF66              | 2 d'octubre de 2008    | Kitt Peak            | Spacewatch           |
| 346457 | 2008 TR72              | 2 d'octubre de 2008    | Kitt Peak            | Spacewatch           |
| 346458 | 2008 TB78              | 2 d'octubre de 2008    | Mount Lemmon         | Mt. Lemmon Survey    |
| 346459 | 2008 TR84              | 3 d'octubre de 2008    | Kitt Peak            | Spacewatch           |
| 346460 | 2008 TZ84              | 3 d'octubre de 2008    | Kitt Peak            | Spacewatch           |
| 346461 | 2008 TK86              | 3 d'octubre de 2008    | Mount Lemmon         | Mt. Lemmon Survey    |
| 346462 | 2008 TZ90              | 3 d'octubre de 2008    | Kitt Peak            | Spacewatch           |
| 346463 | 2008 TB94              | 5 d'octubre de 2008    | La Sagra             | La Sagra             |
| 346464 | 2008 TC116             | 6 d'octubre de 2008    | Catalina             | CSS                  |
| 346465 | 2008 TN120             | 7 d'octubre de 2008    | Mount Lemmon         | Mt. Lemmon Survey    |
| 346466 | 2008 TZ120             | 7 d'octubre de 2008    | Kitt Peak            | Spacewatch           |
| 346467 | 2008 TG131             | 8 d'octubre de 2008    | Mount Lemmon         | Mt. Lemmon Survey    |
| 346468 | 2008 TF134             | 8 d'octubre de 2008    | Mount Lemmon         | Mt. Lemmon Survey    |
| 346469 | 2008 TR151             | 9 d'octubre de 2008    | Mount Lemmon         | Mt. Lemmon Survey    |
| 346470 | 2008 TW158             | 10 d'octubre de 2008   | Kitt Peak            | Spacewatch           |
| 346471 | 2008 TA160             | 1 d'octubre de 2008    | Charleston           | Charleston           |
| 346472 | 2008 TH165             | 2 d'octubre de 2008    | Kitt Peak            | Spacewatch           |
| 346473 | 2008 TH168             | 1 d'octubre de 2008    | Catalina             | CSS                  |
| 346474 | 2008 TK180             | 2 d'octubre de 2008    | Catalina             | CSS                  |
| 346475 | 2008 TM182             | 1 d'octubre de 2008    | Kitt Peak            | Spacewatch           |
| 346476 | 2008 TJ183             | 2 d'octubre de 2008    | Socorro              | LINEAR               |
| 346477 | 2008 TO185             | 6 d'octubre de 2008    | Mount Lemmon         | Mt. Lemmon Survey    |
| 346478 | 2008 TN186             | 7 d'octubre de 2008    | Mount Lemmon         | Mt. Lemmon Survey    |
| 346479 | 2008 UG                | 17 d'octubre de 2008   | Siding Spring        | Siding Spring Survey |
| 346480 | 2008 UK1               | 20 d'octubre de 2008   | Goodricke-Pigott     | R. A. Tucker         |
| 346481 | 2008 UN5               | 25 d'octubre de 2008   | Catalina             | CSS                  |
| 346482 | 2008 UZ10              | 17 d'octubre de 2008   | Kitt Peak            | Spacewatch           |
| 346483 | 2008 UX29              | 20 d'octubre de 2008   | Kitt Peak            | Spacewatch           |
| 346484 | 2008 UH32              | 20 d'octubre de 2008   | Kitt Peak            | Spacewatch           |
| 346485 | 2008 UY38              | 20 d'octubre de 2008   | Kitt Peak            | Spacewatch           |
| 346486 | 2008 UE40              | 22 de setembre de 2008 | Mount Lemmon         | Mt. Lemmon Survey    |
| 346487 | 2008 UJ47              | 20 d'octubre de 2008   | Kitt Peak            | Spacewatch           |
| 346488 | 2008 UB48              | 20 d'octubre de 2008   | Mount Lemmon         | Mt. Lemmon Survey    |
| 346489 | 2008 UN52              | 20 d'octubre de 2008   | Kitt Peak            | Spacewatch           |
| 346490 | 2008 UD60              | 21 d'octubre de 2008   | Kitt Peak            | Spacewatch           |
| 346491 | 2008 UA62              | 21 d'octubre de 2008   | Kitt Peak            | Spacewatch           |
| 346492 | 2008 UJ67              | 24 de febrer de 2006   | Mount Lemmon         | Mt. Lemmon Survey    |
| 346493 | 2008 UK71              | 21 d'octubre de 2008   | Mount Lemmon         | Mt. Lemmon Survey    |
| 346494 | 2008 UH74              | 21 d'octubre de 2008   | Kitt Peak            | Spacewatch           |
| 346495 | 2008 UL75              | 21 d'octubre de 2008   | Kitt Peak            | Spacewatch           |
| 346496 | 2008 UW75              | 21 d'octubre de 2008   | Kitt Peak            | Spacewatch           |
| 346497 | 2008 UO76              | 21 d'octubre de 2008   | Kitt Peak            | Spacewatch           |
| 346498 | 2008 US78              | 22 d'octubre de 2008   | Kitt Peak            | Spacewatch           |
| 346499 | 2008 UF86              | 23 d'octubre de 2008   | Kitt Peak            | Spacewatch           |
| 346500 | 2008 UV86              | 23 d'octubre de 2008   | Mount Lemmon         | Mt. Lemmon Survey    |

## 346501-346600
| Nom    | Designació provisional | Data de descobriment   | Lloc de descobriment | Descobridor/s     |
| ------ | ---------------------- | ---------------------- | -------------------- | ----------------- |
| 346501 | 2008 UL94              | 26 d'octubre de 2008   | Socorro              | LINEAR            |
| 346502 | 2008 UH95              | 28 d'octubre de 2008   | Great Shefford       | P. Birtwhistle    |
| 346503 | 2008 UO102             | 24 de març de 2006     | Mount Lemmon         | Mt. Lemmon Survey |
| 346504 | 2008 UT105             | 21 d'octubre de 2008   | Kitt Peak            | Spacewatch        |
| 346505 | 2008 UC125             | 22 d'octubre de 2008   | Kitt Peak            | Spacewatch        |
| 346506 | 2008 UR126             | 22 d'octubre de 2008   | Kitt Peak            | Spacewatch        |
| 346507 | 2008 UZ127             | 22 d'octubre de 2008   | Kitt Peak            | Spacewatch        |
| 346508 | 2008 UA131             | 23 d'octubre de 2008   | Kitt Peak            | Spacewatch        |
| 346509 | 2008 UZ131             | 23 d'octubre de 2008   | Kitt Peak            | Spacewatch        |
| 346510 | 2008 UJ132             | 23 d'octubre de 2008   | Kitt Peak            | Spacewatch        |
| 346511 | 2008 UK136             | 23 d'octubre de 2008   | Kitt Peak            | Spacewatch        |
| 346512 | 2008 UM142             | 23 d'octubre de 2008   | Kitt Peak            | Spacewatch        |
| 346513 | 2008 UL143             | 23 d'octubre de 2008   | Kitt Peak            | Spacewatch        |
| 346514 | 2008 UD149             | 23 d'octubre de 2008   | Kitt Peak            | Spacewatch        |
| 346515 | 2008 UM157             | 23 d'octubre de 2008   | Kitt Peak            | Spacewatch        |
| 346516 | 2008 UR158             | 23 d'octubre de 2008   | Kitt Peak            | Spacewatch        |
| 346517 | 2008 UQ160             | 23 d'octubre de 2008   | Kitt Peak            | Spacewatch        |
| 346518 | 2008 US162             | 24 d'octubre de 2008   | Kitt Peak            | Spacewatch        |
| 346519 | 2008 UT166             | 24 d'octubre de 2008   | Kitt Peak            | Spacewatch        |
| 346520 | 2008 UC169             | 24 d'octubre de 2008   | Kitt Peak            | Spacewatch        |
| 346521 | 2008 UP181             | 24 d'octubre de 2008   | Mount Lemmon         | Mt. Lemmon Survey |
| 346522 | 2008 UA185             | 24 d'octubre de 2008   | Kitt Peak            | Spacewatch        |
| 346523 | 2008 UM185             | 24 d'octubre de 2008   | Kitt Peak            | Spacewatch        |
| 346524 | 2008 UB186             | 24 d'octubre de 2008   | Mount Lemmon         | Mt. Lemmon Survey |
| 346525 | 2008 UR186             | 24 d'octubre de 2008   | Kitt Peak            | Spacewatch        |
| 346526 | 2008 UA187             | 24 d'octubre de 2008   | Kitt Peak            | Spacewatch        |
| 346527 | 2008 UV196             | 27 d'octubre de 2008   | Mount Lemmon         | Mt. Lemmon Survey |
| 346528 | 2008 UM201             | 28 d'octubre de 2008   | Socorro              | LINEAR            |
| 346529 | 2008 UX204             | 25 d'octubre de 2008   | Catalina             | CSS               |
| 346530 | 2008 UT223             | 25 d'octubre de 2008   | Catalina             | CSS               |
| 346531 | 2008 UM225             | 25 d'octubre de 2008   | Kitt Peak            | Spacewatch        |
| 346532 | 2008 UH228             | 25 d'octubre de 2008   | Kitt Peak            | Spacewatch        |
| 346533 | 2008 UY239             | 26 d'octubre de 2008   | Kitt Peak            | Spacewatch        |
| 346534 | 2008 UE245             | 26 d'octubre de 2008   | Kitt Peak            | Spacewatch        |
| 346535 | 2008 UW247             | 26 d'octubre de 2008   | Kitt Peak            | Spacewatch        |
| 346536 | 2008 UO260             | 27 d'octubre de 2008   | Mount Lemmon         | Mt. Lemmon Survey |
| 346537 | 2008 UD271             | 21 de setembre de 2008 | Mount Lemmon         | Mt. Lemmon Survey |
| 346538 | 2008 UJ273             | 17 de novembre de 2004 | Campo Imperatore     | CINEOS            |
| 346539 | 2008 UR277             | 28 d'octubre de 2008   | Mount Lemmon         | Mt. Lemmon Survey |
| 346540 | 2008 UK282             | 28 d'octubre de 2008   | Kitt Peak            | Spacewatch        |
| 346541 | 2008 UW284             | 28 d'octubre de 2008   | Mount Lemmon         | Mt. Lemmon Survey |
| 346542 | 2008 UP288             | 28 d'octubre de 2008   | Mount Lemmon         | Mt. Lemmon Survey |
| 346543 | 2008 UX289             | 28 d'octubre de 2008   | Kitt Peak            | Spacewatch        |
| 346544 | 2008 UE300             | 29 d'octubre de 2008   | Kitt Peak            | Spacewatch        |
| 346545 | 2008 UL302             | 29 d'octubre de 2008   | Kitt Peak            | Spacewatch        |
| 346546 | 2008 UM303             | 29 d'octubre de 2008   | Kitt Peak            | Spacewatch        |
| 346547 | 2008 UB304             | 29 d'octubre de 2008   | Mount Lemmon         | Mt. Lemmon Survey |
| 346548 | 2008 UQ304             | 29 d'octubre de 2008   | Kitt Peak            | Spacewatch        |
| 346549 | 2008 UV314             | 30 d'octubre de 2008   | Mount Lemmon         | Mt. Lemmon Survey |
| 346550 | 2008 UQ324             | 31 d'octubre de 2008   | Kitt Peak            | Spacewatch        |
| 346551 | 2008 UJ325             | 31 d'octubre de 2008   | Kitt Peak            | Spacewatch        |
| 346552 | 2008 UA327             | 31 d'octubre de 2008   | Mount Lemmon         | Mt. Lemmon Survey |
| 346553 | 2008 UL328             | 24 d'octubre de 2008   | Catalina             | CSS               |
| 346554 | 2008 UK338             | 21 d'octubre de 2008   | Kitt Peak            | Spacewatch        |
| 346555 | 2008 UV340             | 24 d'octubre de 2008   | Kitt Peak            | Spacewatch        |
| 346556 | 2008 UW340             | 24 d'octubre de 2008   | Catalina             | CSS               |
| 346557 | 2008 UM346             | 31 d'octubre de 2008   | Mount Lemmon         | Mt. Lemmon Survey |
| 346558 | 2008 UZ353             | 21 d'octubre de 2008   | Mount Lemmon         | Mt. Lemmon Survey |
| 346559 | 2008 UM354             | 27 d'octubre de 2008   | Mount Lemmon         | Mt. Lemmon Survey |
| 346560 | 2008 UP355             | 25 d'octubre de 2008   | Mount Lemmon         | Mt. Lemmon Survey |
| 346561 | 2008 UH357             | 24 d'octubre de 2008   | Kitt Peak            | Spacewatch        |
| 346562 | 2008 UX365             | 24 d'octubre de 2008   | Catalina             | CSS               |
| 346563 | 2008 UO368             | 24 d'octubre de 2008   | Mount Lemmon         | Mt. Lemmon Survey |
| 346564 | 2008 UY368             | 26 d'octubre de 2008   | Mount Lemmon         | Mt. Lemmon Survey |
| 346565 | 2008 VF1               | 1 de novembre de 2008  | Socorro              | LINEAR            |
| 346566 | 2008 VF9               | 2 de novembre de 2008  | Mount Lemmon         | Mt. Lemmon Survey |
| 346567 | 2008 VH15              | 30 de juliol de 2008   | Mount Lemmon         | Mt. Lemmon Survey |
| 346568 | 2008 VZ17              | 1 de novembre de 2008  | Kitt Peak            | Spacewatch        |
| 346569 | 2008 VF19              | 1 de novembre de 2008  | Kitt Peak            | Spacewatch        |
| 346570 | 2008 VB23              | 1 de novembre de 2008  | Mount Lemmon         | Mt. Lemmon Survey |
| 346571 | 2008 VX25              | 2 de novembre de 2008  | Kitt Peak            | Spacewatch        |
| 346572 | 2008 VT34              | 2 de novembre de 2008  | Mount Lemmon         | Mt. Lemmon Survey |
| 346573 | 2008 VG47              | 3 de novembre de 2008  | Kitt Peak            | Spacewatch        |
| 346574 | 2008 VR47              | 3 de novembre de 2008  | Mount Lemmon         | Mt. Lemmon Survey |
| 346575 | 2008 VD48              | 29 de setembre de 2008 | Mount Lemmon         | Mt. Lemmon Survey |
| 346576 | 2008 VJ51              | 7 de setembre de 2008  | Mount Lemmon         | Mt. Lemmon Survey |
| 346577 | 2008 VJ57              | 22 de setembre de 2008 | Mount Lemmon         | Mt. Lemmon Survey |
| 346578 | 2008 VK59              | 7 de novembre de 2008  | Catalina             | CSS               |
| 346579 | 2008 VJ60              | 7 de novembre de 2008  | Mount Lemmon         | Mt. Lemmon Survey |
| 346580 | 2008 VA65              | 1 de novembre de 2008  | Kitt Peak            | Spacewatch        |
| 346581 | 2008 VQ65              | 9 de novembre de 2008  | Kitt Peak            | Spacewatch        |
| 346582 | 2008 VO68              | 2 de novembre de 2008  | Mount Lemmon         | Mt. Lemmon Survey |
| 346583 | 2008 VP68              | 8 de novembre de 2008  | Mount Lemmon         | Mt. Lemmon Survey |
| 346584 | 2008 VB74              | 7 de novembre de 2008  | Mount Lemmon         | Mt. Lemmon Survey |
| 346585 | 2008 VH76              | 1 de novembre de 2008  | Mount Lemmon         | Mt. Lemmon Survey |
| 346586 | 2008 VU76              | 1 de novembre de 2008  | Kitt Peak            | Spacewatch        |
| 346587 | 2008 VG78              | 7 de novembre de 2008  | Mount Lemmon         | Mt. Lemmon Survey |
| 346588 | 2008 VM78              | 7 de novembre de 2008  | Mount Lemmon         | Mt. Lemmon Survey |
| 346589 | 2008 VC79              | 9 de novembre de 2008  | Mount Lemmon         | Mt. Lemmon Survey |
| 346590 | 2008 VM79              | 7 de novembre de 2008  | Mount Lemmon         | Mt. Lemmon Survey |
| 346591 | 2008 VW79              | 6 de novembre de 2008  | Socorro              | LINEAR            |
| 346592 | 2008 VE80              | 2 de novembre de 2008  | Mount Lemmon         | Mt. Lemmon Survey |
| 346593 | 2008 WJ1               | 17 de novembre de 2008 | Kitt Peak            | Spacewatch        |
| 346594 | 2008 WD8               | 17 de novembre de 2008 | Kitt Peak            | Spacewatch        |
| 346595 | 2008 WH8               | 17 de novembre de 2008 | Kitt Peak            | Spacewatch        |
| 346596 | 2008 WC9               | 17 de novembre de 2008 | Kitt Peak            | Spacewatch        |
| 346597 | 2008 WU15              | 17 de novembre de 2008 | Kitt Peak            | Spacewatch        |
| 346598 | 2008 WZ21              | 18 de novembre de 2008 | La Sagra             | La Sagra          |
| 346599 | 2008 WW24              | 18 de novembre de 2008 | Catalina             | CSS               |
| 346600 | 2008 WX24              | 18 de novembre de 2008 | Catalina             | CSS               |

## 346601-346700
| Nom    | Designació provisional | Data de descobriment   | Lloc de descobriment | Descobridor/s          |
| ------ | ---------------------- | ---------------------- | -------------------- | ---------------------- |
| 346601 | 2008 WE32              | 19 de novembre de 2008 | Mount Lemmon         | Mt. Lemmon Survey      |
| 346602 | 2008 WO32              | 1 de novembre de 2008  | Mount Lemmon         | Mt. Lemmon Survey      |
| 346603 | 2008 WH35              | 17 de novembre de 2008 | Kitt Peak            | Spacewatch             |
| 346604 | 2008 WY42              | 17 de novembre de 2008 | Kitt Peak            | Spacewatch             |
| 346605 | 2008 WR46              | 17 de novembre de 2008 | Kitt Peak            | Spacewatch             |
| 346606 | 2008 WR58              | 30 de setembre de 2008 | Mount Lemmon         | Mt. Lemmon Survey      |
| 346607 | 2008 WG60              | 21 de novembre de 2008 | Socorro              | LINEAR                 |
| 346608 | 2008 WC63              | 20 de novembre de 2008 | Socorro              | LINEAR                 |
| 346609 | 2008 WD64              | 18 de novembre de 2008 | Catalina             | CSS                    |
| 346610 | 2008 WN68              | 18 de novembre de 2008 | Kitt Peak            | Spacewatch             |
| 346611 | 2008 WD73              | 19 de novembre de 2008 | Mount Lemmon         | Mt. Lemmon Survey      |
| 346612 | 2008 WF75              | 20 de novembre de 2008 | Kitt Peak            | Spacewatch             |
| 346613 | 2008 WB81              | 20 de novembre de 2008 | Kitt Peak            | Spacewatch             |
| 346614 | 2008 WG84              | 20 de novembre de 2008 | Kitt Peak            | Spacewatch             |
| 346615 | 2008 WQ84              | 20 de novembre de 2008 | Kitt Peak            | Spacewatch             |
| 346616 | 2008 WG90              | 22 de novembre de 2008 | Kitt Peak            | Spacewatch             |
| 346617 | 2008 WK90              | 22 de novembre de 2008 | Mount Lemmon         | Mt. Lemmon Survey      |
| 346618 | 2008 WH92              | 7 de novembre de 2008  | Charleston           | Charleston             |
| 346619 | 2008 WA93              | 26 de novembre de 2008 | La Sagra             | La Sagra               |
| 346620 | 2008 WE95              | 21 de novembre de 2008 | Cerro Burek          | Cerro Burek            |
| 346621 | 2008 WM95              | 23 de novembre de 2008 | Socorro              | LINEAR                 |
| 346622 | 2008 WS99              | 24 de novembre de 2008 | Mount Lemmon         | Mt. Lemmon Survey      |
| 346623 | 2008 WU100             | 24 de novembre de 2008 | Mount Lemmon         | Mt. Lemmon Survey      |
| 346624 | 2008 WS109             | 30 de novembre de 2008 | Kitt Peak            | Spacewatch             |
| 346625 | 2008 WK112             | 30 de novembre de 2008 | Kitt Peak            | Spacewatch             |
| 346626 | 2008 WJ113             | 30 de novembre de 2008 | Kitt Peak            | Spacewatch             |
| 346627 | 2008 WC124             | 19 de novembre de 2008 | Mount Lemmon         | Mt. Lemmon Survey      |
| 346628 | 2008 WD125             | 24 de novembre de 2008 | Kitt Peak            | Spacewatch             |
| 346629 | 2008 WO128             | 24 de novembre de 2008 | Kitt Peak            | Spacewatch             |
| 346630 | 2008 WC132             | 9 de desembre de 2004  | Kitt Peak            | Spacewatch             |
| 346631 | 2008 WK133             | 19 de novembre de 2008 | Kitt Peak            | Spacewatch             |
| 346632 | 2008 WX135             | 19 de novembre de 2008 | Kitt Peak            | Spacewatch             |
| 346633 | 2008 WD136             | 19 de novembre de 2008 | Kitt Peak            | Spacewatch             |
| 346634 | 2008 WW137             | 24 de novembre de 2008 | Kitt Peak            | Spacewatch             |
| 346635 | 2008 WS138             | 19 de novembre de 2008 | Kitt Peak            | Spacewatch             |
| 346636 | 2008 WW139             | 30 de novembre de 2008 | Kitt Peak            | Spacewatch             |
| 346637 | 2008 WZ140             | 19 de novembre de 2008 | Mount Lemmon         | Mt. Lemmon Survey      |
| 346638 | 2008 XH3               | 6 de desembre de 2008  | Bisei SG Center      | BATTeRS                |
| 346639 | 2008 XN4               | 7 d'octubre de 2008    | Socorro              | LINEAR                 |
| 346640 | 2008 XR8               | 1 de desembre de 2008  | Mount Lemmon         | Mt. Lemmon Survey      |
| 346641 | 2008 XD12              | 2 de desembre de 2008  | Mount Lemmon         | Mt. Lemmon Survey      |
| 346642 | 2008 XQ14              | 24 de setembre de 2008 | Mount Lemmon         | Mt. Lemmon Survey      |
| 346643 | 2008 XV14              | 1 de desembre de 2008  | Kitt Peak            | Spacewatch             |
| 346644 | 2008 XC22              | 1 de desembre de 2008  | Mount Lemmon         | Mt. Lemmon Survey      |
| 346645 | 2008 XS29              | 1 de desembre de 2008  | Kitt Peak            | Spacewatch             |
| 346646 | 2008 XN35              | 2 de desembre de 2008  | Kitt Peak            | Spacewatch             |
| 346647 | 2008 XD40              | 22 de novembre de 2008 | Kitt Peak            | Spacewatch             |
| 346648 | 2008 XQ45              | 4 de desembre de 2008  | Sandlot              | G. Hug                 |
| 346649 | 2008 XU49              | 7 de desembre de 2008  | Mount Lemmon         | Mt. Lemmon Survey      |
| 346650 | 2008 XR51              | 1 de desembre de 2008  | Kitt Peak            | Spacewatch             |
| 346651 | 2008 XO54              | 2 de desembre de 2008  | Socorro              | LINEAR                 |
| 346652 | 2008 XA55              | 6 de desembre de 2008  | Socorro              | LINEAR                 |
| 346653 | 2008 XC55              | 6 de desembre de 2008  | Kitt Peak            | Spacewatch             |
| 346654 | 2008 YT                | 19 de desembre de 2008 | Calar Alto           | F. Hormuth             |
| 346655 | 2008 YD1               | 16 de gener de 2005    | Socorro              | LINEAR                 |
| 346656 | 2008 YH1               | 28 de setembre de 2003 | Kitt Peak            | Spacewatch             |
| 346657 | 2008 YW2               | 22 de desembre de 2008 | Mayhill              | A. Lowe                |
| 346658 | 2008 YA7               | 23 de desembre de 2008 | Dauban               | F. Kugel               |
| 346659 | 2008 YZ7               | 22 de desembre de 2008 | La Sagra             | La Sagra               |
| 346660 | 2008 YT11              | 21 de desembre de 2008 | Catalina             | CSS                    |
| 346661 | 2008 YW13              | 20 de desembre de 2008 | Mount Lemmon         | Mt. Lemmon Survey      |
| 346662 | 2008 YG14              | 20 de desembre de 2008 | Lulin                | LUSS                   |
| 346663 | 2008 YH17              | 21 de desembre de 2008 | Mount Lemmon         | Mt. Lemmon Survey      |
| 346664 | 2008 YN18              | 21 de desembre de 2008 | Kitt Peak            | Spacewatch             |
| 346665 | 2008 YH21              | 21 de desembre de 2008 | Mount Lemmon         | Mt. Lemmon Survey      |
| 346666 | 2008 YK22              | 21 de desembre de 2008 | Mount Lemmon         | Mt. Lemmon Survey      |
| 346667 | 2008 YS25              | 25 de maig de 2007     | Mount Lemmon         | Mt. Lemmon Survey      |
| 346668 | 2008 YP26              | 24 de desembre de 2008 | Dauban               | F. Kugel               |
| 346669 | 2008 YE27              | 22 de desembre de 2008 | Socorro              | LINEAR                 |
| 346670 | 2008 YF27              | 22 de desembre de 2008 | Socorro              | LINEAR                 |
| 346671 | 2008 YH28              | 29 de desembre de 2008 | Mayhill              | A. Lowe                |
| 346672 | 2008 YL29              | 27 de desembre de 2008 | Bisei SG Center      | BATTeRS                |
| 346673 | 2008 YO32              | 30 de desembre de 2008 | Purple Mountain      | PMO NEO Survey Program |
| 346674 | 2008 YN33              | 29 de desembre de 2008 | Dauban               | F. Kugel               |
| 346675 | 2008 YM34              | 31 de desembre de 2008 | Bergisch Gladbac     | W. Bickel              |
| 346676 | 2008 YT34              | 27 de desembre de 2008 | Bergisch Gladbac     | W. Bickel              |
| 346677 | 2008 YK36              | 22 de desembre de 2008 | Kitt Peak            | Spacewatch             |
| 346678 | 2008 YS38              | 29 de desembre de 2008 | Catalina             | CSS                    |
| 346679 | 2008 YN39              | 29 de desembre de 2008 | Mount Lemmon         | Mt. Lemmon Survey      |
| 346680 | 2008 YV40              | 30 de desembre de 2008 | Kitt Peak            | Spacewatch             |
| 346681 | 2008 YG50              | 29 de desembre de 2008 | Mount Lemmon         | Mt. Lemmon Survey      |
| 346682 | 2008 YR63              | 30 de desembre de 2008 | Mount Lemmon         | Mt. Lemmon Survey      |
| 346683 | 2008 YL78              | 30 de desembre de 2008 | Mount Lemmon         | Mt. Lemmon Survey      |
| 346684 | 2008 YU78              | 30 de desembre de 2008 | Mount Lemmon         | Mt. Lemmon Survey      |
| 346685 | 2008 YF82              | 24 d'agost de 2007     | Kitt Peak            | Spacewatch             |
| 346686 | 2008 YJ83              | 31 de desembre de 2008 | Kitt Peak            | Spacewatch             |
| 346687 | 2008 YY84              | 27 de desembre de 2008 | Bergisch Gladbac     | W. Bickel              |
| 346688 | 2008 YJ109             | 29 de desembre de 2008 | Kitt Peak            | Spacewatch             |
| 346689 | 2008 YT110             | 31 de desembre de 2008 | Kitt Peak            | Spacewatch             |
| 346690 | 2008 YE113             | 31 de desembre de 2008 | Catalina             | CSS                    |
| 346691 | 2008 YA114             | 29 de desembre de 2008 | Kitt Peak            | Spacewatch             |
| 346692 | 2008 YU120             | 30 de desembre de 2008 | Kitt Peak            | Spacewatch             |
| 346693 | 2008 YH121             | 30 de desembre de 2008 | Kitt Peak            | Spacewatch             |
| 346694 | 2008 YZ121             | 30 de desembre de 2008 | Mount Lemmon         | Mt. Lemmon Survey      |
| 346695 | 2008 YC123             | 30 de desembre de 2008 | Kitt Peak            | Spacewatch             |
| 346696 | 2008 YG123             | 30 de desembre de 2008 | Kitt Peak            | Spacewatch             |
| 346697 | 2008 YG124             | 30 de desembre de 2008 | Kitt Peak            | Spacewatch             |
| 346698 | 2008 YN134             | 30 de desembre de 2008 | Kitt Peak            | Spacewatch             |
| 346699 | 2008 YO138             | 30 de desembre de 2008 | Kitt Peak            | Spacewatch             |
| 346700 | 2008 YT138             | 30 de desembre de 2008 | Mount Lemmon         | Mt. Lemmon Survey      |

## 346701-346800
| Nom    | Designació provisional | Data de descobriment   | Lloc de descobriment | Descobridor/s          |
| ------ | ---------------------- | ---------------------- | -------------------- | ---------------------- |
| 346701 | 2008 YM144             | 30 de desembre de 2008 | Kitt Peak            | Spacewatch             |
| 346702 | 2008 YB151             | 22 de desembre de 2008 | Mount Lemmon         | Mt. Lemmon Survey      |
| 346703 | 2008 YE155             | 22 de desembre de 2008 | Kitt Peak            | Spacewatch             |
| 346704 | 2008 YD156             | 29 de desembre de 2008 | Mount Lemmon         | Mt. Lemmon Survey      |
| 346705 | 2008 YA159             | 30 de desembre de 2008 | Mount Lemmon         | Mt. Lemmon Survey      |
| 346706 | 2008 YO159             | 31 de desembre de 2008 | Kitt Peak            | Spacewatch             |
| 346707 | 2008 YU159             | 22 de desembre de 2008 | Catalina             | CSS                    |
| 346708 | 2008 YT162             | 22 de desembre de 2008 | Kitt Peak            | Spacewatch             |
| 346709 | 2008 YL165             | 22 de desembre de 2008 | Mount Lemmon         | Mt. Lemmon Survey      |
| 346710 | 2008 YZ166             | 19 de desembre de 2008 | Socorro              | LINEAR                 |
| 346711 | 2008 YB167             | 20 de desembre de 2008 | Socorro              | LINEAR                 |
| 346712 | 2008 YC169             | 22 de desembre de 2008 | Kitt Peak            | Spacewatch             |
| 346713 | 2008 YK169             | 29 de desembre de 2008 | Mount Lemmon         | Mt. Lemmon Survey      |
| 346714 | 2008 YU169             | 31 de desembre de 2008 | Mount Lemmon         | Mt. Lemmon Survey      |
| 346715 | 2008 YN172             | 29 de desembre de 2008 | Catalina             | CSS                    |
| 346716 | 2009 AW                | 2 de gener de 2009     | Mayhill              | A. Lowe                |
| 346717 | 2009 AB1               | 1 de gener de 2009     | Dauban               | F. Kugel               |
| 346718 | 2009 AL6               | 1 de gener de 2009     | Kitt Peak            | Spacewatch             |
| 346719 | 2009 AO12              | 2 de gener de 2009     | Mount Lemmon         | Mt. Lemmon Survey      |
| 346720 | 2009 AX14              | 2 de gener de 2009     | Mount Lemmon         | Mt. Lemmon Survey      |
| 346721 | 2009 AP15              | 14 de gener de 2009    | Weihai               | Shandong University    |
| 346722 | 2009 AH17              | 1 de gener de 2009     | Kitt Peak            | Spacewatch             |
| 346723 | 2009 AJ17              | 1 de gener de 2009     | Kitt Peak            | Spacewatch             |
| 346724 | 2009 AT18              | 2 de gener de 2009     | Kitt Peak            | Spacewatch             |
| 346725 | 2009 AU21              | 3 de gener de 2009     | Kitt Peak            | Spacewatch             |
| 346726 | 2009 AN22              | 11 de setembre de 2007 | Mount Lemmon         | Mt. Lemmon Survey      |
| 346727 | 2009 AU23              | 3 de gener de 2009     | Kitt Peak            | Spacewatch             |
| 346728 | 2009 AZ25              | 2 de gener de 2009     | Kitt Peak            | Spacewatch             |
| 346729 | 2009 AK26              | 2 de gener de 2009     | Kitt Peak            | Spacewatch             |
| 346730 | 2009 AA27              | 2 de gener de 2009     | Kitt Peak            | Spacewatch             |
| 346731 | 2009 AY30              | 15 de gener de 2009    | Kitt Peak            | Spacewatch             |
| 346732 | 2009 AX33              | 15 de gener de 2009    | Kitt Peak            | Spacewatch             |
| 346733 | 2009 AH46              | 8 de gener de 2009     | Kitt Peak            | Spacewatch             |
| 346734 | 2009 AM49              | 1 de gener de 2009     | Kitt Peak            | Spacewatch             |
| 346735 | 2009 AV50              | 15 de gener de 2009    | Kitt Peak            | Spacewatch             |
| 346736 | 2009 BQ3               | 31 d'octubre de 2002   | Palomar              | NEAT                   |
| 346737 | 2009 BX3               | 18 de gener de 2009    | Socorro              | LINEAR                 |
| 346738 | 2009 BA4               | 18 de gener de 2009    | Socorro              | LINEAR                 |
| 346739 | 2009 BE5               | 17 de gener de 2009    | Dauban               | F. Kugel               |
| 346740 | 2009 BX5               | 18 de gener de 2009    | Sandlot              | G. Hug                 |
| 346741 | 2009 BP7               | 18 de gener de 2009    | Socorro              | LINEAR                 |
| 346742 | 2009 BL8               | 17 de gener de 2009    | Socorro              | LINEAR                 |
| 346743 | 2009 BJ12              | 25 de gener de 2009    | Gaisberg             | R. Gierlinger          |
| 346744 | 2009 BS14              | 16 de gener de 2009    | Kitt Peak            | Spacewatch             |
| 346745 | 2009 BD15              | 16 de gener de 2009    | Kitt Peak            | Spacewatch             |
| 346746 | 2009 BG16              | 16 de gener de 2009    | Mount Lemmon         | Mt. Lemmon Survey      |
| 346747 | 2009 BX16              | 16 de gener de 2009    | Kitt Peak            | Spacewatch             |
| 346748 | 2009 BF17              | 13 de setembre de 2007 | Mount Lemmon         | Mt. Lemmon Survey      |
| 346749 | 2009 BX18              | 16 de gener de 2009    | Mount Lemmon         | Mt. Lemmon Survey      |
| 346750 | 2009 BM23              | 17 de gener de 2009    | Kitt Peak            | Spacewatch             |
| 346751 | 2009 BR27              | 16 de gener de 2009    | Kitt Peak            | Spacewatch             |
| 346752 | 2009 BS28              | 16 de gener de 2009    | Kitt Peak            | Spacewatch             |
| 346753 | 2009 BX31              | 16 de gener de 2009    | Kitt Peak            | Spacewatch             |
| 346754 | 2009 BW34              | 16 de gener de 2009    | Kitt Peak            | Spacewatch             |
| 346755 | 2009 BF35              | 16 de gener de 2009    | Kitt Peak            | Spacewatch             |
| 346756 | 2009 BX37              | 16 de gener de 2009    | Kitt Peak            | Spacewatch             |
| 346757 | 2009 BD41              | 16 de gener de 2009    | Kitt Peak            | Spacewatch             |
| 346758 | 2009 BY43              | 16 de gener de 2009    | Kitt Peak            | Spacewatch             |
| 346759 | 2009 BV46              | 16 de gener de 2009    | Kitt Peak            | Spacewatch             |
| 346760 | 2009 BB55              | 16 de gener de 2009    | Mount Lemmon         | Mt. Lemmon Survey      |
| 346761 | 2009 BH57              | 18 de gener de 2009    | Kitt Peak            | Spacewatch             |
| 346762 | 2009 BG62              | 18 de gener de 2009    | Mount Lemmon         | Mt. Lemmon Survey      |
| 346763 | 2009 BZ73              | 16 de gener de 2009    | Purple Mountain      | PMO NEO Survey Program |
| 346764 | 2009 BE74              | 17 de gener de 2009    | Kitt Peak            | Spacewatch             |
| 346765 | 2009 BF74              | 17 de gener de 2009    | Kitt Peak            | Spacewatch             |
| 346766 | 2009 BN74              | 18 de gener de 2009    | Catalina             | CSS                    |
| 346767 | 2009 BS74              | 18 de gener de 2009    | Purple Mountain      | PMO NEO Survey Program |
| 346768 | 2009 BQ79              | 30 de gener de 2009    | Socorro              | LINEAR                 |
| 346769 | 2009 BY84              | 1 de gener de 2009     | Kitt Peak            | Spacewatch             |
| 346770 | 2009 BE85              | 22 de desembre de 2008 | Kitt Peak            | Spacewatch             |
| 346771 | 2009 BH85              | 25 de gener de 2009    | Kitt Peak            | Spacewatch             |
| 346772 | 2009 BR86              | 25 de gener de 2009    | Kitt Peak            | Spacewatch             |
| 346773 | 2009 BP93              | 25 de gener de 2009    | Kitt Peak            | Spacewatch             |
| 346774 | 2009 BS95              | 26 de gener de 2009    | Mount Lemmon         | Mt. Lemmon Survey      |
| 346775 | 2009 BT95              | 26 de gener de 2009    | Mount Lemmon         | Mt. Lemmon Survey      |
| 346776 | 2009 BX99              | 28 de gener de 2009    | Catalina             | CSS                    |
| 346777 | 2009 BL111             | 28 de gener de 2009    | Catalina             | CSS                    |
| 346778 | 2009 BP113             | 26 de gener de 2009    | Kitt Peak            | Spacewatch             |
| 346779 | 2009 BU114             | 26 de gener de 2009    | Kitt Peak            | Spacewatch             |
| 346780 | 2009 BY120             | 31 de gener de 2009    | Kitt Peak            | Spacewatch             |
| 346781 | 2009 BW122             | 31 de gener de 2009    | Kitt Peak            | Spacewatch             |
| 346782 | 2009 BC123             | 20 de gener de 2009    | Kitt Peak            | Spacewatch             |
| 346783 | 2009 BU128             | 29 de gener de 2009    | Mount Lemmon         | Mt. Lemmon Survey      |
| 346784 | 2009 BQ130             | 31 de gener de 2009    | Mount Lemmon         | Mt. Lemmon Survey      |
| 346785 | 2009 BX132             | 31 de gener de 2009    | Kitt Peak            | Spacewatch             |
| 346786 | 2009 BQ138             | 29 de gener de 2009    | Kitt Peak            | Spacewatch             |
| 346787 | 2009 BV141             | 30 de gener de 2009    | Kitt Peak            | Spacewatch             |
| 346788 | 2009 BZ144             | 30 de gener de 2009    | Kitt Peak            | Spacewatch             |
| 346789 | 2009 BC145             | 30 de gener de 2009    | Kitt Peak            | Spacewatch             |
| 346790 | 2009 BJ146             | 30 de gener de 2009    | Mount Lemmon         | Mt. Lemmon Survey      |
| 346791 | 2009 BV149             | 31 de gener de 2009    | Kitt Peak            | Spacewatch             |
| 346792 | 2009 BG153             | 31 de gener de 2009    | Kitt Peak            | Spacewatch             |
| 346793 | 2009 BF155             | 31 de gener de 2009    | Kitt Peak            | Spacewatch             |
| 346794 | 2009 BC157             | 31 de gener de 2009    | Kitt Peak            | Spacewatch             |
| 346795 | 2009 BV157             | 31 de gener de 2009    | Kitt Peak            | Spacewatch             |
| 346796 | 2009 BX158             | 31 de gener de 2009    | Kitt Peak            | Spacewatch             |
| 346797 | 2009 BJ173             | 20 de gener de 2009    | Kitt Peak            | Spacewatch             |
| 346798 | 2009 BM174             | 25 de gener de 2009    | Kitt Peak            | Spacewatch             |
| 346799 | 2009 BQ174             | 25 de gener de 2009    | Kitt Peak            | Spacewatch             |
| 346800 | 2009 BE175             | 26 de gener de 2009    | Purple Mountain      | PMO NEO Survey Program |

## 346801-346900
| Nom              | Designació provisional | Data de descobriment   | Lloc de descobriment | Descobridor/s             |
| ---------------- | ---------------------- | ---------------------- | -------------------- | ------------------------- |
| 346801           | 2009 BP176             | 31 de gener de 2009    | Kitt Peak            | Spacewatch                |
| 346802           | 2009 BZ177             | 31 de gener de 2009    | Mount Lemmon         | Mt. Lemmon Survey         |
| 346803           | 2009 BK181             | 18 de gener de 2009    | Catalina             | CSS                       |
| 346804           | 2009 BF183             | 25 de gener de 2009    | Catalina             | CSS                       |
| 346805           | 2009 CH2               | 2 de febrer de 2009    | Moletai              | K. Cernis, J. Zdanavicius |
| 346806           | 2009 CL15              | 3 de febrer de 2009    | Kitt Peak            | Spacewatch                |
| 346807           | 2009 CZ19              | 15 de febrer de 2009   | Calar Alto           | F. Hormuth                |
| 346808           | 2009 CK30              | 1 de febrer de 2009    | Kitt Peak            | Spacewatch                |
| 346809           | 2009 CD35              | 2 de febrer de 2009    | Mount Lemmon         | Mt. Lemmon Survey         |
| 346810           | 2009 CD40              | 13 de febrer de 2009   | Vallemare Borbon     | V. S. Casulli             |
| 346811           | 2009 CF40              | 14 de febrer de 2009   | Catalina             | CSS                       |
| 346812           | 2009 CK40              | 13 de febrer de 2009   | Kitt Peak            | Spacewatch                |
| 346813           | 2009 CN40              | 13 de febrer de 2009   | Kitt Peak            | Spacewatch                |
| 346814           | 2009 CG49              | 14 de febrer de 2009   | Mount Lemmon         | Mt. Lemmon Survey         |
| 346815           | 2009 CE50              | 14 de febrer de 2009   | La Sagra             | La Sagra                  |
| 346816           | 2009 CV51              | 14 de febrer de 2009   | Mount Lemmon         | Mt. Lemmon Survey         |
| 346817           | 2009 CG53              | 15 de febrer de 2009   | Catalina             | CSS                       |
| 346818           | 2009 CO57              | 2 de febrer de 2009    | Kitt Peak            | Spacewatch                |
| 346819           | 2009 CQ57              | 2 de febrer de 2009    | Kitt Peak            | Spacewatch                |
| 346820           | 2009 CA59              | 5 de febrer de 2009    | Kitt Peak            | Spacewatch                |
| 346821           | 2009 CD60              | 26 de maig de 2006     | Mount Lemmon         | Mt. Lemmon Survey         |
| 346822           | 2009 CO62              | 5 de febrer de 2009    | Kitt Peak            | Spacewatch                |
| 346823           | 2009 CD64              | 2 de febrer de 2009    | Kitt Peak            | Spacewatch                |
| 346824           | 2009 CZ64              | 3 de febrer de 2009    | Mount Lemmon         | Mt. Lemmon Survey         |
| 346825           | 2009 CM65              | 5 de febrer de 2009    | Kitt Peak            | Spacewatch                |
| 346826           | 2009 DT1               | 16 de febrer de 2009   | Dauban               | F. Kugel                  |
| 346827           | 2009 DL3               | 19 de febrer de 2009   | Sierra Stars         | F. Tozzi                  |
| 346828           | 2009 DW3               | 18 de febrer de 2009   | Socorro              | LINEAR                    |
| 346829           | 2009 DT4               | 19 de febrer de 2009   | Mayhill              | A. Lowe                   |
| 346830           | 2009 DY9               | 19 de febrer de 2009   | Socorro              | LINEAR                    |
| 346831           | 2009 DE12              | 21 de febrer de 2009   | Cordell-Lorenz       | D. T. Durig               |
| 346832           | 2009 DS12              | 16 de febrer de 2009   | Kitt Peak            | Spacewatch                |
| 346833           | 2009 DT15              | 16 de febrer de 2009   | La Sagra             | La Sagra                  |
| 346834           | 2009 DM16              | 17 de febrer de 2009   | La Sagra             | La Sagra                  |
| 346835           | 2009 DH27              | 22 de febrer de 2009   | Calar Alto           | F. Hormuth                |
| 346836           | 2009 DQ35              | 20 de febrer de 2009   | Kitt Peak            | Spacewatch                |
| 346837           | 2009 DD44              | 24 de febrer de 2009   | Dauban               | F. Kugel                  |
| 346838           | 2009 DB50              | 19 de febrer de 2009   | Kitt Peak            | Spacewatch                |
| 346839           | 2009 DW51              | 22 de febrer de 2009   | Kitt Peak            | Spacewatch                |
| 346840           | 2009 DM57              | 22 de febrer de 2009   | Kitt Peak            | Spacewatch                |
| 346841           | 2009 DD77              | 21 de febrer de 2009   | Mount Lemmon         | Mt. Lemmon Survey         |
| 346842           | 2009 DW88              | 22 de febrer de 2009   | Mount Lemmon         | Mt. Lemmon Survey         |
| 346843           | 2009 DZ92              | 28 de febrer de 2009   | Mount Lemmon         | Mt. Lemmon Survey         |
| 346844           | 2009 DP95              | 25 de febrer de 2009   | Catalina             | CSS                       |
| 346845           | 2009 DA96              | 25 de febrer de 2009   | Catalina             | CSS                       |
| 346846           | 2009 DB110             | 30 de gener de 2009    | Siding Spring        | Siding Spring Survey      |
| 346847           | 2009 DC115             | 26 de febrer de 2009   | Catalina             | CSS                       |
| 346848           | 2009 DS116             | 27 de febrer de 2009   | Kitt Peak            | Spacewatch                |
| 346849           | 2009 DU116             | 26 de febrer de 2004   | Kitt Peak            | M. W. Buie                |
| 346850           | 2009 DY119             | 28 d'agost de 2006     | Kitt Peak            | Spacewatch                |
| 346851           | 2009 DO122             | 27 de febrer de 2009   | Kitt Peak            | Spacewatch                |
| 346852           | 2009 DD124             | 19 de febrer de 2009   | Kitt Peak            | Spacewatch                |
| 346853           | 2009 DU128             | 24 de febrer de 2009   | Catalina             | CSS                       |
| 346854           | 2009 DW132             | 26 de febrer de 2009   | Mount Lemmon         | Mt. Lemmon Survey         |
| 346855           | 2009 EJ                | 1 de març de 2009      | Great Shefford       | P. Birtwhistle            |
| 346856           | 2009 EZ14              | 15 de març de 2009     | Kitt Peak            | Spacewatch                |
| 346857           | 2009 EF16              | 15 de març de 2009     | Kitt Peak            | Spacewatch                |
| 346858           | 2009 EN19              | 15 de març de 2009     | Mount Lemmon         | Mt. Lemmon Survey         |
| 346859           | 2009 ET21              | 14 de març de 2009     | La Sagra             | La Sagra                  |
| 346860           | 2009 EF23              | 7 de març de 2009      | Mount Lemmon         | Mt. Lemmon Survey         |
| 346861           | 2009 EQ23              | 3 de març de 2009      | Catalina             | CSS                       |
| 346862           | 2009 EY26              | 8 de març de 2009      | Mount Lemmon         | Mt. Lemmon Survey         |
| 346863           | 2009 EA30              | 1 de març de 2009      | Mount Lemmon         | Mt. Lemmon Survey         |
| 346864           | 2009 EP30              | 7 de març de 2009      | Mount Lemmon         | Mt. Lemmon Survey         |
| 346865           | 2009 FJ3               | 17 de març de 2009     | Taunus               | E. Schwab, U. Zimmer      |
| 346866           | 2009 FX14              | 11 de novembre de 2001 | Apache Point         | Sloan Digital Sky Survey  |
| 346867           | 2009 FZ15              | 17 de març de 2009     | Kitt Peak            | Spacewatch                |
| 346868           | 2009 FC19              | 20 de març de 2009     | La Canada            | J. Lacruz                 |
| 346869           | 2009 FT24              | 21 de març de 2009     | La Sagra             | La Sagra                  |
| 346870           | 2009 FW24              | 24 de febrer de 2009   | Catalina             | CSS                       |
| 346871           | 2009 FB26              | 16 de març de 2009     | Mount Lemmon         | Mt. Lemmon Survey         |
| 346872           | 2009 FW46              | 27 de març de 2009     | Kitt Peak            | Spacewatch                |
| 346873           | 2009 FN47              | 28 de març de 2009     | Mount Lemmon         | Mt. Lemmon Survey         |
| 346874           | 2009 FR49              | 27 de març de 2009     | Mount Lemmon         | Mt. Lemmon Survey         |
| 346875           | 2009 FD50              | 27 de març de 2009     | Catalina             | CSS                       |
| 346876           | 2009 FY60              | 21 de març de 2009     | Mount Lemmon         | Mt. Lemmon Survey         |
| 346877           | 2009 FG64              | 31 de març de 2009     | Kitt Peak            | Spacewatch                |
| 346878           | 2009 FD65              | 18 de març de 2009     | Mount Lemmon         | Mt. Lemmon Survey         |
| 346879           | 2009 HM26              | 18 d'abril de 2009     | Kitt Peak            | Spacewatch                |
| 346880           | 2009 HM29              | 19 d'abril de 2009     | Kitt Peak            | Spacewatch                |
| 346881           | 2009 HP29              | 19 d'abril de 2009     | Kitt Peak            | Spacewatch                |
| 346882           | 2009 HV29              | 19 d'abril de 2009     | Kitt Peak            | Spacewatch                |
| 346883           | 2009 JH4               | 1 de maig de 2009      | Cerro Burek          | Cerro Burek               |
| 346884           | 2009 JX12              | 15 de maig de 2009     | La Sagra             | La Sagra                  |
| 346885           | 2009 JN17              | 14 de maig de 2009     | Mount Lemmon         | Mt. Lemmon Survey         |
| 346886           | 2009 MB                | 15 de novembre de 1999 | Uccle                | E. W. Elst                |
| 346887           | 2009 OU23              | 28 de juliol de 2009   | Kitt Peak            | Spacewatch                |
| 346888           | 2009 PB10              | 15 d'agost de 2009     | La Sagra             | La Sagra                  |
| 346889 Rhiphonos | 2009 QV38              | 28 d'agost de 2009     | Zelenchukskaya S     | T. V. Kryachko            |
| 346890           | 2009 RP30              | 14 de setembre de 2009 | Kitt Peak            | Spacewatch                |
| 346891           | 2009 RO39              | 15 de setembre de 2009 | Kitt Peak            | Spacewatch                |
| 346892           | 2009 RY42              | 15 de setembre de 2009 | Kitt Peak            | Spacewatch                |
| 346893           | 2009 RT43              | 15 de setembre de 2009 | Kitt Peak            | Spacewatch                |
| 346894           | 2009 RG54              | 15 de setembre de 2009 | Kitt Peak            | Spacewatch                |
| 346895           | 2009 SN38              | 16 de setembre de 2009 | Kitt Peak            | Spacewatch                |
| 346896           | 2009 SL98              | 17 de setembre de 2009 | Moletai              | K. Cernis, J. Zdanavicius |
| 346897           | 2009 SJ104             | 26 de setembre de 2009 | Catalina             | CSS                       |
| 346898           | 2009 SC126             | 18 de setembre de 2009 | Kitt Peak            | Spacewatch                |
| 346899           | 2009 ST360             | 17 de setembre de 2009 | Kitt Peak            | Spacewatch                |
| 346900           | 2009 TD38              | 14 d'octubre de 2009   | Catalina             | CSS                       |

## 346901-347000
| Nom    | Designació provisional | Data de descobriment   | Lloc de descobriment | Descobridor/s        |
| ------ | ---------------------- | ---------------------- | -------------------- | -------------------- |
| 346901 | 2009 TH44              | 14 d'octubre de 2009   | Kitt Peak            | Spacewatch           |
| 346902 | 2009 UJ1               | 18 d'octubre de 2009   | Catalina             | CSS                  |
| 346903 | 2009 UG13              | 18 d'octubre de 2009   | Kitt Peak            | Spacewatch           |
| 346904 | 2009 UR88              | 22 d'octubre de 2009   | Catalina             | CSS                  |
| 346905 | 2009 UY144             | 16 d'octubre de 2009   | Catalina             | CSS                  |
| 346906 | 2009 VD21              | 9 de novembre de 2009  | Mount Lemmon         | Mt. Lemmon Survey    |
| 346907 | 2009 VH48              | 1 d'abril de 2008      | Kitt Peak            | Spacewatch           |
| 346908 | 2009 VW79              | 10 de novembre de 2009 | Catalina             | CSS                  |
| 346909 | 2009 WR41              | 17 de novembre de 2009 | Kitt Peak            | Spacewatch           |
| 346910 | 2009 WW50              | 20 de novembre de 2009 | Kitt Peak            | Spacewatch           |
| 346911 | 2009 WF76              | 10 de novembre de 2009 | Kitt Peak            | Spacewatch           |
| 346912 | 2009 WR83              | 19 de novembre de 2009 | Kitt Peak            | Spacewatch           |
| 346913 | 2009 WQ87              | 24 d'abril de 2001     | Kitt Peak            | Spacewatch           |
| 346914 | 2009 WR94              | 20 de novembre de 2009 | Mount Lemmon         | Mt. Lemmon Survey    |
| 346915 | 2009 WY125             | 20 de novembre de 2009 | Kitt Peak            | Spacewatch           |
| 346916 | 2009 WD204             | 16 de novembre de 2009 | Kitt Peak            | Spacewatch           |
| 346917 | 2009 WO262             | 20 de novembre de 2009 | Mount Lemmon         | Mt. Lemmon Survey    |
| 346918 | 2009 XF18              | 15 de desembre de 2009 | Mount Lemmon         | Mt. Lemmon Survey    |
| 346919 | 2009 XO20              | 22 d'octubre de 2005   | Catalina             | CSS                  |
| 346920 | 2009 XL21              | 10 de desembre de 2009 | Mount Lemmon         | Mt. Lemmon Survey    |
| 346921 | 2009 XM21              | 10 de desembre de 2009 | Mount Lemmon         | Mt. Lemmon Survey    |
| 346922 | 2009 YV4               | 17 de desembre de 2009 | Mount Lemmon         | Mt. Lemmon Survey    |
| 346923 | 2009 YT20              | 27 de desembre de 2009 | Kitt Peak            | Spacewatch           |
| 346924 | 2009 YR22              | 18 de desembre de 2009 | Mount Lemmon         | Mt. Lemmon Survey    |
| 346925 | 2009 YH25              | 27 de desembre de 2009 | Kitt Peak            | Spacewatch           |
| 346926 | 2010 AS2               | 7 de gener de 2010     | Bisei SG Center      | BATTeRS              |
| 346927 | 2010 AG28              | 7 de gener de 2010     | Mount Lemmon         | Mt. Lemmon Survey    |
| 346928 | 2010 AX30              | 6 de gener de 2010     | Kitt Peak            | Spacewatch           |
| 346929 | 2010 AN31              | 6 de gener de 2010     | Kitt Peak            | Spacewatch           |
| 346930 | 2010 AA35              | 7 de gener de 2010     | Kitt Peak            | Spacewatch           |
| 346931 | 2010 AR35              | 7 de gener de 2010     | Kitt Peak            | Spacewatch           |
| 346932 | 2010 AH36              | 18 de desembre de 2009 | Mount Lemmon         | Mt. Lemmon Survey    |
| 346933 | 2010 AS37              | 7 de gener de 2010     | Kitt Peak            | Spacewatch           |
| 346934 | 2010 AQ44              | 24 de novembre de 2006 | Mount Lemmon         | Mt. Lemmon Survey    |
| 346935 | 2010 AF47              | 8 de gener de 2010     | Kitt Peak            | Spacewatch           |
| 346936 | 2010 AJ47              | 8 de gener de 2010     | Kitt Peak            | Spacewatch           |
| 346937 | 2010 AE50              | 8 de gener de 2010     | Kitt Peak            | Spacewatch           |
| 346938 | 2010 AA51              | 31 de març de 2003     | Kitt Peak            | Spacewatch           |
| 346939 | 2010 AT51              | 11 de març de 2003     | Palomar              | NEAT                 |
| 346940 | 2010 AQ55              | 8 de gener de 2010     | Kitt Peak            | Spacewatch           |
| 346941 | 2010 AG59              | 6 de gener de 2010     | Catalina             | CSS                  |
| 346942 | 2010 AU61              | 6 de gener de 2010     | Kitt Peak            | Spacewatch           |
| 346943 | 2010 AN67              | 7 de setembre de 2008  | Mount Lemmon         | Mt. Lemmon Survey    |
| 346944 | 2010 AH72              | 13 de gener de 2010    | Mount Lemmon         | Mt. Lemmon Survey    |
| 346945 | 2010 AT74              | 13 de gener de 2010    | Socorro              | LINEAR               |
| 346946 | 2010 AF76              | 13 de gener de 2010    | Socorro              | LINEAR               |
| 346947 | 2010 AX76              | 1 d'octubre de 2005    | Catalina             | CSS                  |
| 346948 | 2010 AJ81              | 12 de gener de 2010    | Catalina             | CSS                  |
| 346949 | 2010 AJ87              | 8 de gener de 2010     | WISE                 | WISE                 |
| 346950 | 2010 AG89              | 8 de gener de 2010     | WISE                 | WISE                 |
| 346951 | 2010 AU90              | 8 de gener de 2010     | WISE                 | WISE                 |
| 346952 | 2010 AQ94              | 8 de gener de 2010     | WISE                 | WISE                 |
| 346953 | 2010 AB100             | 17 d'agost de 2001     | Palomar              | NEAT                 |
| 346954 | 2010 AX105             | 12 de gener de 2010    | WISE                 | WISE                 |
| 346955 | 2010 AO107             | 10 de desembre de 2004 | Kitt Peak            | Spacewatch           |
| 346956 | 2010 AB113             | 13 de gener de 2010    | WISE                 | WISE                 |
| 346957 | 2010 BJ4               | 23 de gener de 2010    | Siding Spring        | Siding Spring Survey |
| 346958 | 2010 BX51              | 20 de gener de 2010    | WISE                 | WISE                 |
| 346959 | 2010 BM54              | 7 de novembre de 2007  | Kitt Peak            | Spacewatch           |
| 346960 | 2010 BJ78              | 24 de gener de 2010    | WISE                 | WISE                 |
| 346961 | 2010 CU1               | 2 de febrer de 2010    | La Sagra             | La Sagra             |
| 346962 | 2010 CB4               | 6 de febrer de 2010    | Mount Lemmon         | Mt. Lemmon Survey    |
| 346963 | 2010 CN4               | 10 de gener de 2003    | Kitt Peak            | Spacewatch           |
| 346964 | 2010 CR4               | 6 de febrer de 2010    | La Sagra             | La Sagra             |
| 346965 | 2010 CS4               | 6 de febrer de 2010    | La Sagra             | La Sagra             |
| 346966 | 2010 CD7               | 6 de febrer de 2010    | WISE                 | WISE                 |
| 346967 | 2010 CP8               | 7 de febrer de 2010    | WISE                 | WISE                 |
| 346968 | 2010 CZ31              | 9 de febrer de 2010    | Kitt Peak            | Spacewatch           |
| 346969 | 2010 CO32              | 9 de febrer de 2010    | Kitt Peak            | Spacewatch           |
| 346970 | 2010 CU32              | 10 de febrer de 2010   | Kitt Peak            | Spacewatch           |
| 346971 | 2010 CK33              | 30 de setembre de 2005 | Mount Lemmon         | Mt. Lemmon Survey    |
| 346972 | 2010 CA34              | 10 de febrer de 2010   | Kitt Peak            | Spacewatch           |
| 346973 | 2010 CP34              | 28 d'abril de 2006     | Cerro Tololo         | M. W. Buie           |
| 346974 | 2010 CC35              | 10 de febrer de 2010   | Kitt Peak            | Spacewatch           |
| 346975 | 2010 CJ39              | 13 de febrer de 2010   | Mount Lemmon         | Mt. Lemmon Survey    |
| 346976 | 2010 CN62              | 9 de febrer de 2010    | Catalina             | CSS                  |
| 346977 | 2010 CV65              | 7 de gener de 2006     | Mount Lemmon         | Mt. Lemmon Survey    |
| 346978 | 2010 CN66              | 9 de febrer de 2010    | Kitt Peak            | Spacewatch           |
| 346979 | 2010 CB69              | 10 de febrer de 2010   | Kitt Peak            | Spacewatch           |
| 346980 | 2010 CA82              | 13 de febrer de 2010   | Kitt Peak            | Spacewatch           |
| 346981 | 2010 CO82              | 13 de febrer de 2010   | Kitt Peak            | Spacewatch           |
| 346982 | 2010 CR84              | 14 de febrer de 2010   | Kitt Peak            | Spacewatch           |
| 346983 | 2010 CD93              | 29 de setembre de 2008 | Mount Lemmon         | Mt. Lemmon Survey    |
| 346984 | 2010 CR100             | 14 de febrer de 2010   | Mount Lemmon         | Mt. Lemmon Survey    |
| 346985 | 2010 CR103             | 14 de febrer de 2010   | Kitt Peak            | Spacewatch           |
| 346986 | 2010 CS109             | 14 de febrer de 2010   | Mount Lemmon         | Mt. Lemmon Survey    |
| 346987 | 2010 CN123             | 15 de febrer de 2010   | Kitt Peak            | Spacewatch           |
| 346988 | 2010 CJ125             | 15 de febrer de 2010   | Kitt Peak            | Spacewatch           |
| 346989 | 2010 CU129             | 10 de febrer de 2010   | WISE                 | WISE                 |
| 346990 | 2010 CP138             | 14 de febrer de 2010   | Kitt Peak            | Spacewatch           |
| 346991 | 2010 CU140             | 10 de maig de 2003     | Kitt Peak            | Spacewatch           |
| 346992 | 2010 CB144             | 9 de febrer de 2010    | Kitt Peak            | Spacewatch           |
| 346993 | 2010 CT148             | 27 de gener de 2003    | Socorro              | LINEAR               |
| 346994 | 2010 CO157             | 15 de febrer de 2010   | Kitt Peak            | Spacewatch           |
| 346995 | 2010 CW166             | 13 de febrer de 2010   | Kitt Peak            | Spacewatch           |
| 346996 | 2010 CU168             | 6 de febrer de 2010    | Kitt Peak            | Spacewatch           |
| 346997 | 2010 CS170             | 13 de febrer de 2010   | Kitt Peak            | Spacewatch           |
| 346998 | 2010 CR182             | 15 de febrer de 2010   | Haleakala            | Pan-STARRS 1         |
| 346999 | 2010 CQ183             | 15 de febrer de 2010   | Haleakala            | Pan-STARRS 1         |
| 347000 | 2010 CW216             | 7 de febrer de 2010    | WISE                 | WISE                 |